# Trinidad y Tobago
Trinidad y Tobago, oficialmente la República de Trinidad y Tobago, es un país soberano insular ubicado en el mar Caribe, en la región septentrional de América del Sur. Formado por las islas principales, Trinidad y Tobago, y otras numerosas y mucho más pequeñas, está situado a 130 kilómetros al sur de Granada y a 11 kilómetros de la costa del noreste de Venezuela. Su capital es Puerto España y su ciudad más poblada es Chaguanas.
Además, comparte fronteras marítimas con Barbados al noreste, Granada al noroeste y Venezuela al sur y al oeste. En general, se considera que Trinidad y Tobago forma parte de las Antillas. Según algunas definiciones geográficas, Trinidad y Tobago también forman parte de las Islas de Barlovento y las Antillas Menores, mientras que otras definiciones lo consideran como parte del continente sudamericano.
Trinidad estuvo habitada durante siglos por pueblos amerindios antes de convertirse en una colonia del Imperio español, tras la llegada de Cristóbal Colón en 1498. El gobernador español José María Chacón la entregó a una flota británica al mando de Ralph Abercromby en 1797. Durante el mismo periodo, Tobago cambió de manos entre colonos españoles, británicos, franceses y holandeses más veces que cualquier otra del Caribe. Trinidad y Tobago fueron cedidas a Gran Bretaña en 1802 en virtud del Tratado de Amiens como estados separados y unificados en 1889. Trinidad y Tobago obtuvo la independencia en 1962 y se convirtió en una república en 1976. Forma parte del Caribe anglófono.
Trinidad y Tobago tiene el sexto PIB per cápita más alto de América, según la paridad de poder adquisitivo (PPA), después de Estados Unidos, Guyana, Canadá, Bahamas y Panamá. Está reconocida por el Banco Mundial como una economía de renta alta. A diferencia de la mayoría de las naciones y territorios caribeños, que dependen en gran medida del turismo, la economía es principalmente industrial, con énfasis en el petróleo y los productos petroquímicos; gran parte de la riqueza de la nación se deriva de sus grandes reservas de petróleo y gas natural.
Trinidad y Tobago es conocida por sus culturas africana e india, que se reflejan en sus grandes y famosas celebraciones de Carnaval, Diwali y Hosay, además de ser la cuna del steelpan, el limbo y estilos musicales como el calypso, la soca, el rapso, el parang, el chutney y el chutney soca.

## Toponimia
El historiador Joseph Guého afirmó que el nombre amerindio de Trinidad era Cairi o «Tierra del colibrí», derivado del nombre arahuaco del colibrí, ierèttê o yerettê. Sin embargo, otros autores discuten esta etimología: algunos afirman que cairi no significa colibrí (se sugiere que tukusi o tucuchi es la palabra correcta) y otros afirman que kairi, o iere, significa simplemente «isla». Cristóbal Colón la rebautizó con el nombre de «La Isla de la Trinidad», cumpliendo una promesa hecha antes de emprender su tercer viaje de exploración. La forma de cigarro de Tobago, o el uso del tabaco por parte de los nativos, puede haberle dado su nombre en español (cabaco, tavaco, tabaco) y posiblemente algunos de sus otros nombres amerindios, como Aloubaéra ('concha negra') y Urupaina ('caracol grande'), aunque la pronunciación en inglés es /təˈbeɪɡoʊ/.

## Historia

### Época prehispánica
Tanto Trinidad como Tobago fueron pobladas originalmente por amerindios que llegaron a través de Sudamérica. Trinidad fue habitada por primera vez por pueblos arcaicos preagrícolas hace al menos 7000 años, lo que la convierte en la zona habitada más antigua del Caribe. El rastro de Banwari, en el suroeste de Trinidad, es el yacimiento arqueológico más antiguo del Caribe, que data del año 5000 a. C. En los siglos siguientes se produjeron varias oleadas migratorias, que pueden identificarse por las diferencias en sus restos arqueológicos. En el momento del contacto europeo, Trinidad estaba ocupada por varios grupos de habla arawakana, como los nepoya y los suppoya, y por grupos de habla caribeña, como los yao, mientras que Tobago estaba ocupada por los caribes insulares y los galibi. Trinidad era conocida por los nativos como Ieri ('Tierra del colibrí').

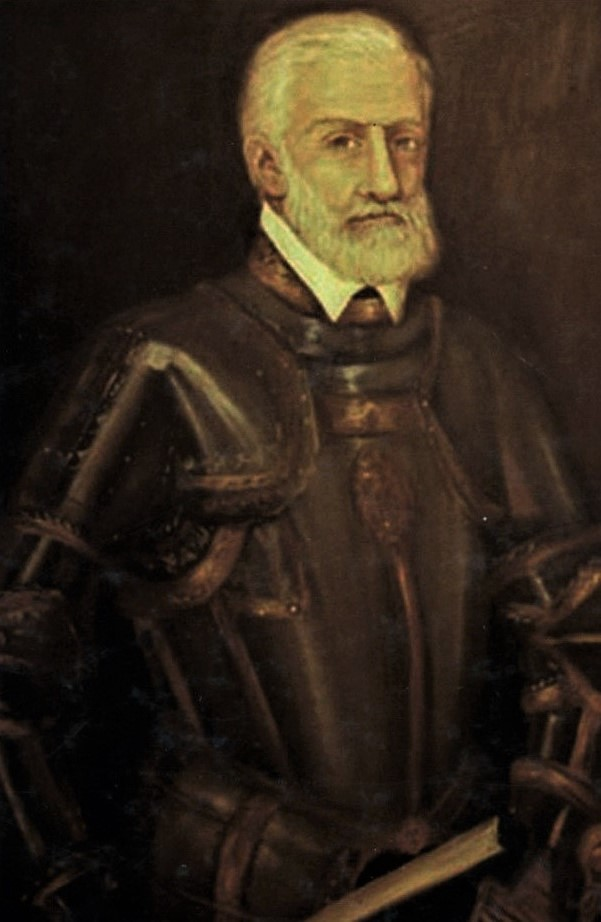
Antonio de Berrío, fundador de San José de Oruña (1592)

### Provincia de Trinidad española y Tobago colonial
La isla de Trinidad fue descubierta en el tercer viaje de Cristóbal Colón el 31 de julio de 1498, otorgando los nombres de Santísima Trinidad y Bella Forma a Tobago. La provincia de Trinidad, dependiente del virreinato de Nueva España, se constituyó en 1525. Los intentos por su conquista y gobierno fueron llevados a cabo por Rodrigo de Bastidas, Antonio Sedeño o Juan Ponce de León, entre otros. Sin embargo, pese a contar con el apoyo de los caciques locales y de la región de Paria, la resistencia de otras facciones de indígenas de Trinidad llevó a que el primer establecimiento permanente se fundara en 1592 cuando Antonio de Berrío estableció San José de Oruña. En 1595 el pirata al servicio de Inglaterra Walter Raleigh arrasó San José de Oruña y continuó su expedición a lo largo de la costa de Tierra Firme en busca de El Dorado siendo expulsado por la defensa española de las principales poblaciones. En 1596 la provincia de Trinidad se anexó a la provincia de Guayana (actual Venezuela, Guayana esequiba y Pirara).
Tobago cambió de manos hasta veintidós veces desde el siglo XVI a XVIII, con épocas de control inglesa, neerlandesa, francesa y curlandesa.
La provincia de Trinidad se encontraba alejada de las principales rutas de comercio hispanoamericanas y su importancia radicaba en su ubicación en el extremo oriental próximo a la colonia de la Guayana neerlandesa. Además, se comerciaba con cacao en las cercanas isla Margarita y Cumaná. En 1777 se integró en la Capitanía General de Venezuela. Con la cédula de población (1783) se favoreció el establecimiento de propietarios de las Antillas francesas, quienes con sus esclavos desarrollaron el cultivo de la caña de azúcar siguiendo el modelo de Saint Domingue.
Tras la ocupación inglesa de Tobago en 1794, en 1797 la expedición de Ralph Abercromby tomó Trinidad, que fue rendida por el gobernador José María Chacón ante la falta de efectivos y medios para defenderla.

### Colonias británicas de Trinidad y de Tobago (1797-1889)
A la llegada de los británicos a Trinidad (1797) existía una numerosas población francófona, originaria de las Antillas francesas. La soberanía británica se ratificó con el tratado de Amiens (1802) que puso fin a la guerra anglo-española y el primer gobernador colonial fue Thomas Picton. 

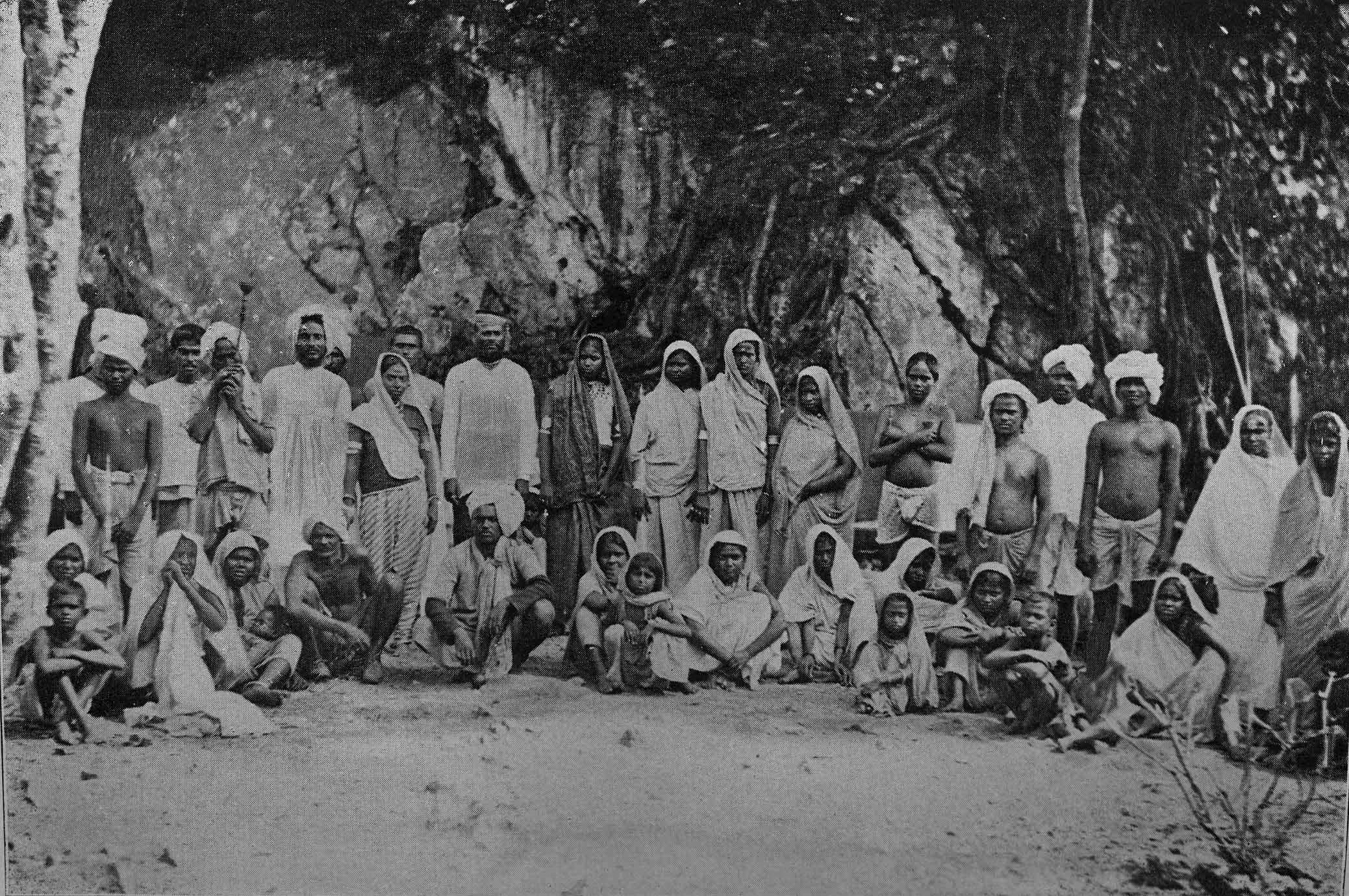
Trabajadores indios recién llegados a Trinidad y Tobago.

Se promovió con concesiones de terreno la llegada de colonos y sus esclavos, procedentes del Caribe inglés u otras naciones, incluidos los negros libres conocidos como Merikins, soldados de la guerra de 1812 contra Francia y EE. UU. y a los que se les concedieron tierras en el sur de Trinidad. El comercio de esclavos fue prohibido en el Imperio británico en 1807, y la esclavitud abolida en 1833. Sin embargo, se añadió que los esclavos debían prestar seis años de aprendizaje hasta su libertad, lo que dio lugar a revueltas como la del soldado británico de origen yoruba Daaga de 1837. Comparada con otras colonias británicas del Caribe, como Jamaica donde había más de 300 000 esclavos, las consecuencias económicas de la abolición de la esclavitud en Trinidad fueron menores. Sin embargo, los propietarios de las plantaciones de caña de azúcar y cacao suplieron la mano de obra en régimen de esclavitud por mano de obra servil con la importación de mano de obra barata procedente de regiones bajo el control del Imperio británico como China, Portugal y, sobre todo, la India. La llegada de los primeros indo-trinitenses data del 1 de mayo de 1845. Hasta la abolición del régimen de servidumbre en 1917 llegaron más de 147 000 indios a Trinidad. Pese a contar con garantías legales como un contrato, salario o derechos laborales, los abusos en el siglo XIX a los trabajadores indo-trinitenses eran frecuentes. El regreso a India a la finalización de su contrato fue sustituido por concesiones de terrenos, de tal manera que para 1902 la mitad de la producción de caña de azúcar en Trinidad correspondía a propietarios de origen indio.
Las condiciones para la agricultura en Tobago no eran favorables, por lo que ante la falta de recursos económicos suficientes se convirtió en colonia de la Corona en 1877 y en 1889 fue unida a la colonia de Trinidad.

### Colonia de Trinidad y Tobago (1889-1962)

Bandera colonial de Trinidad y Tobago, 1889–1958

En 1903 las protestas por la subida del precio del servicio del agua dio lugar una revuelta en Puerto España, que fue reprimida violentamente. En 1913 se introdujo una asamblea local elegida con algunos poderes limitados. La colonia era eminentemente agrícola con la caña de azúcar y el cacao como prinicipales cultivos. En noviembre de 1919 hubo una huelga de estibadores. Su represión derivó en un movimiento obrero que resultó en una huelga general con el asalto al edificio del gobierno de Puerto España, que fue disuelta por los marinos del HMS Calcutta. Tras la Primera Guerra Mundial, el auge económico dio lugar la Gran Depresión de finales de los años 30. Los grupos socialistas y laboristas liderados por Arthur Cipriani (Asociación de Trabajadores de Trinidad, TWA) y el granadino Buzz Butler (Partido de los Ciudadanos y Trabajadores del Imperio Británico) realizaron esfuerzos por mejorar las condiciones de trabajo de las zonas rurales y agrícolas a la vez que perseguían mejoras en la autonomía del colonial británico. Sin embargo, la clase política y empresarial de Trinidad partidaria de sistema económico, político y social Imperio británico frenó los avances en este sentido. 

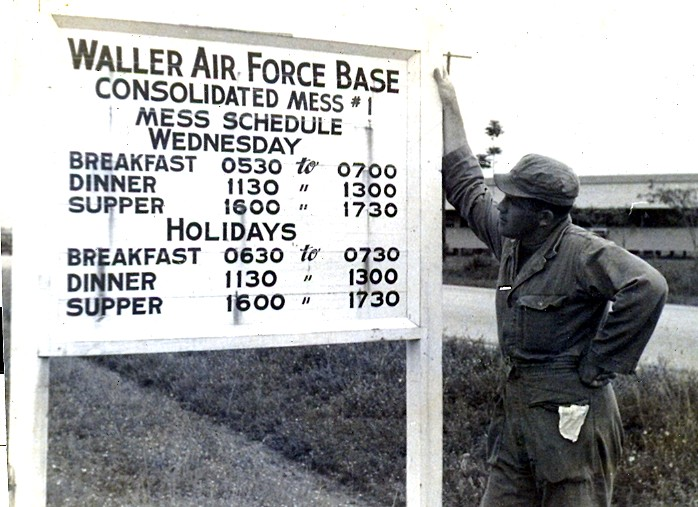
Un soldado en la base aérea de Waller, alquilada por Gran Bretaña a Estados Unidos en la década de 1940.

A partir de los años 1930 el petróleo cobró especial importancia, ya que los avances técnicos habían permitido la puesta en explotación de los yacimientos identificados en 1857. Durante la Segunda Guerra Mundial se estableció en Trinidad la gran base naval Trinidad de la Armada de los EE. UU. Para 1950 la economía de la colonia británica recaía en las exportaciones de petróleo, que junto a la presencia de los norteamericanos supuso la aparición de la clase media. En el contexto de la guerra Fría los EE. UU. mantuvieron las bases militares estadounidenses de Chaguaramas y Cumuto y realizaron inversiones en infraestructuras. Las bases fueron desmanteladas por EE. UU. antes de la independencia de Trinidad y Tobago.

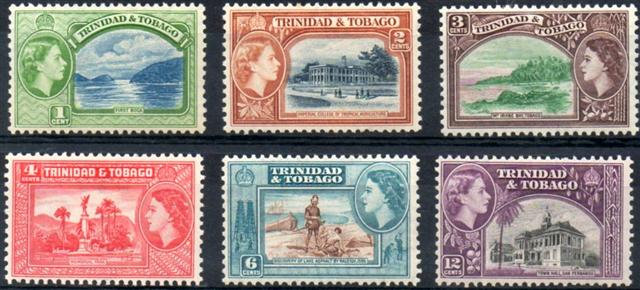
La Reina Isabel II en los sellos de Trinidad y Tobago de 1953

En la posguerra, los británicos iniciaron un proceso de descolonización en todo el Imperio británico. En 1945 se introdujo el sufragio universal en Trinidad y Tobago. Surgieron partidos políticos, pero estaban divididos en gran medida por líneas raciales: Los afrotrinitenses y tobagoneses apoyaban principalmente al Movimiento Nacional del Pueblo (PNM), creado en 1956 por Eric Williams, y los indotrinitenses y tobagoneses apoyaban sobre todo al Partido Democrático del Pueblo (PDP), creado en 1953 por Bhadase Sagan Maraj, que más tarde se fusionó con el Partido Laborista Democrático (DLP) en 1957. Las colonias caribeñas de Gran Bretaña formaron la Federación de las Indias Occidentales en 1958 como vehículo para la independencia, pero la Federación se disolvió después de que Jamaica se retirara tras un referéndum de adhesión en 1961.

### Independencia 1962
Trinidad y Tobago se independizó del Reino Unido el 31 de agosto de 1962. Isabel II siguió siendo la Jefa de Estado como Reina de Trinidad y Tobago, representada localmente por el gobernador General Solomon Hochoy. Eric Williams, del PNM el Padre de la Nación se convirtió en el primer primer ministro, ejerciendo su cargo de forma ininterrumpida hasta 1981.
A finales de los años sesenta se dieron las protestas del movimiento del poder negro (Black Power) promovidas por grupos políticos de poder negro, izquierda (NJAC) y sindicatos, entre cuyos simpatizantes se encontraban los militares de alto rango Raffique Shah y Rex Lassalle, quienes promovieron un motín en abril de 1970. A consecuencia los gravísimos daños causados por el huracán Flora de 1963 la economía de Trinidad y Tobago se transformó en una basada en el sector turístico.
Entre 1972 y 1983, el país se benefició enormemente de la subida del precio del petróleo y del descubrimiento de nuevos y vastos yacimientos en sus aguas territoriales, lo que dio lugar a un auge económico que aumentó enormemente el nivel de vida. En 1976 el país se convirtió en una república dentro de la Commonwealth, aunque mantuvo el Comité Judicial del Consejo Privado como tribunal de última instancia. Además el cargo de gobernador general fue sustituido por el de presidente; Ellis Clarke fue el primero en desempeñar esta función, en gran medida ceremonial. Tobago obtuvo un autogobierno limitado con la creación de la Asamblea de Tobago en 1980.
Erick Williams falleció en 1981 tras treinta años de gobierno. La caída del precio del petróleo causó la recesión en el país. La coalición Alianza Nacional para la Reconstrucción ganó las elecciones de 1986. Se trató de un periodo caracterizado por las discrepancias en la coalición del partido, unidas a las reformas económicas, devaluación de la moneda y la aplicación de un Programa de Ajuste Estructural del Fondo Monetario Internacional. En 1990 el grupo yihadista negro promovió un golpe de Estado, durante el cual se causaron destrozos millonarios, y se produjo el asalto al parlamento y secuestro del gobierno durante seis días.
Desde los años noventa a la actualidad se ha producido la alternancia política de los partidos Movimiento Nacional del Pueblo de Patrick Manning y el Congreso Nacional Unido. Desde 2003 el país entró en un segundo boom petrolero, y el petróleo, la petroquímica y el gas natural siguen siendo la columna vertebral de la economía en Trinidad junto al turismo. En 2010, y Kamla Persad-Bissessar se convirtió en la primera mujer primer ministro del país. Sin embargo, su gobierno terminó por escándalos de corrupción, siendo sustituida por Keith Rowley del PNM desde 2015.
En la actualidad (2023) Trinidad y Tobago es la 16.ª economía de América por PIB per cápita gracias a su producción y refinado de petróleo y gas. Sin embargo, mantiene unos altos índices de criminalidad, situándose entre los países más peligrosos de América y el mundo.

## Geografía

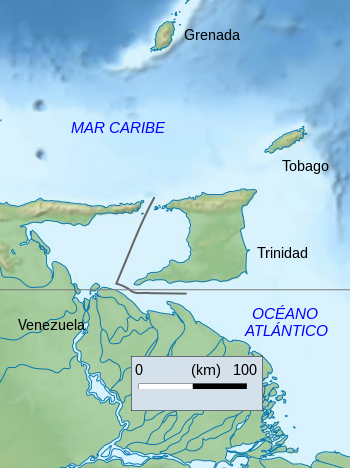
Mapa geográfico de Trinidad y Tobago y países vecinos.

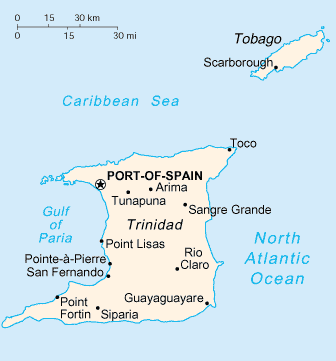
Mapa de Trinidad y Tobago del World Factbook de la CIA estadounidense.

Trinidad y Tobago está situada entre los 10°2′ y 11°12′ de latitud norte y los 60°30′ y 61°56′ de longitud oeste, con el mar Caribe al norte, el océano Atlántico al este y al sur, y el golfo de Paria al oeste. Está situada en el extremo sureste de la región del Caribe, con la isla de Trinidad a solo 11 km de la costa de Venezuela en la América del Sur continental, a través del Canal de Colón. El archipiélago trinitense es una extensión fisiográfica de Sudamérica. Con una superficie de 5128 km², el país está formado por dos islas principales, Trinidad y Tobago, separadas por un estrecho de 32 km, además de varias otras mucho más pequeñas, como Chacachacare, Monos, Huevos, Gaspar Grande (o Gasparee), Pequeña Tobago y Saint Giles.
Trinidad tiene una superficie de 4827 km² (que representa el 94,1 % de la superficie total del país), con una longitud media de 80 kilómetros y una anchura media de 59 kilómetros. Tobago tiene una superficie de unos 301 km², o el 5,9 % de la superficie del país, tiene 41 km de largo y 12 km de ancho. Trinidad y Tobago se encuentra en la plataforma continental de Sudamérica, por lo que se considera que geológicamente se encuentra en su totalidad en Sudamérica.
La mayor parte de la población reside en Trinidad, por lo que en ella se encuentran los mayores pueblos y ciudades. En ella hay cuatro municipios principales: la capital, Puerto España, San Fernando, Arima y Chaguanas. La principal ciudad de Tobago es Scarborough.

### Orografía
El terreno de las islas es una mezcla de montañas y llanuras. En Trinidad, la Cordillera del Norte corre paralela a la costa norte y contiene el pico más alto del país (Cerro del Aripo), de 940 m sobre el nivel del mar, y el segundo más alto (El Tucuche, de 936 m). El resto de su geografía es, en general, más llano, excluyendo la Cordillera Central y las Colinas de Montserrat en su centro y la Cordillera Sur y las Colinas de la Trinidad en el sur. Las tres cordilleras determinan el patrón de drenaje de Trinidad. La costa oriental destaca por sus playas, sobre todo la de la Manzanilla. La isla contiene varias zonas pantanosas de gran tamaño, como el Pantano de Caroni y el Pantano de Nariva. Las principales masas de agua de Trinidad son el embalse Hollis, el embalse Navet y el embalse Caroni. Trinidad está formada por una variedad de tipos de suelo, siendo la mayoría arenas finas y arcillas pesadas. Los valles aluviales de la cordillera norte y los suelos del corredor este-oeste son los más fértiles. Trinidad también destaca por contener el lago de la Brea, el mayor depósito natural de asfalto del mundo. Tobago tiene una llanura en el suroeste, mientras que la mitad oriental es más montañosa, culminando en el Pigeon Peak, el punto más alto con 550 m. Tobago también cuenta con varios arrecifes de coral en sus costas.

### Hidrografía
Hay numerosos ríos y arroyos en Trinidad; los más destacados son el río Ortoire, de 5 km de largo, que se extiende orientalmente hacia el Atlántico, y el río Caroni de 40 kilómetros de largo, que desemboca en el golfo de Paria. La mayoría de los suelos de Trinidad son fértiles, con la excepción del terreno inestable encontrado en la parte sur.
Hay varios ríos en Tobago, pero las inundaciones y la erosión son menos graves que en Trinidad. La costa posee varias bahías y playas.

### Clima

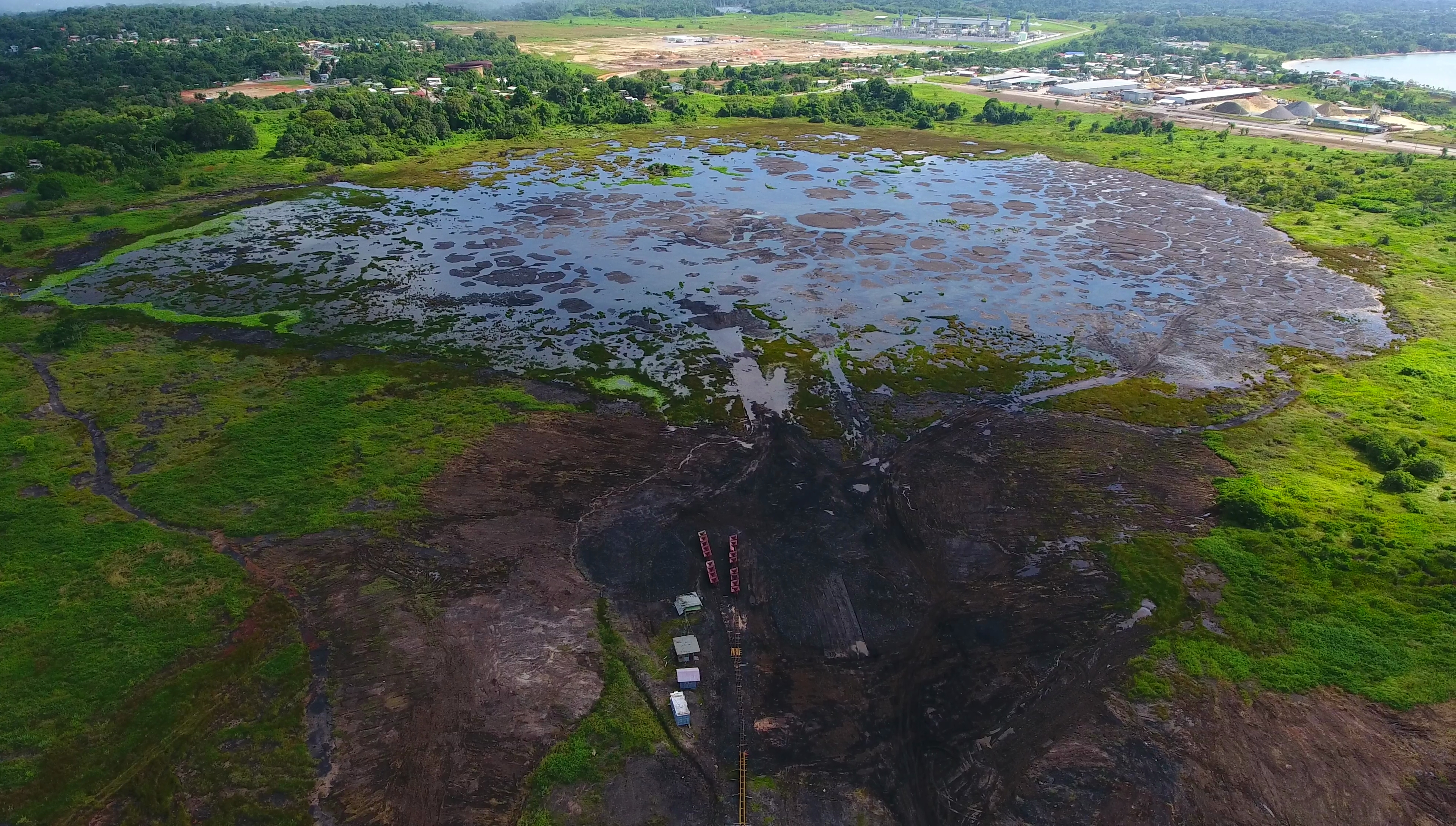
El lago de la Brea, en el suroeste de Trinidad

Trinidad y Tobago, que están entre los trópicos, disfruta de un clima tropical marítimo influenciado por los vientos del noreste. En Trinidad, la temperatura media es de 26 °C, y la temperatura máxima promedio es 34 °C por el día y unos 20 °C de media por las noches. La humedad es alta, particularmente durante la estación húmeda, cuando promedia el 85 %.
Trinidad recibe un promedio de 2110 mm de lluvia por año, generalmente concentrada en los meses de junio a diciembre, cuando en breve, intensos diluvios ocurren frecuentemente. La precipitación aumenta en el Rango Norte, donde puede recibir hasta 3810 mm. Durante la estación seca, las sequías atacan la parte central superior.
El clima de Tobago es similar al de Trinidad pero levemente más frío. Su estación húmeda se extiende de junio a diciembre; la cantidad de lluvia anual es de 2000 mm.

Las islas están afuera de la zona de huracanes; sin embargo, el huracán Flora dañó a Tobago en 1963, y la tormenta tropical Alma causó severos daños en Trinidad en 1974.
| Parámetros climáticos promedio de Puerto España (Trinidad y Tobago) | Parámetros climáticos promedio de Puerto España (Trinidad y Tobago) | Parámetros climáticos promedio de Puerto España (Trinidad y Tobago) | Parámetros climáticos promedio de Puerto España (Trinidad y Tobago) | Parámetros climáticos promedio de Puerto España (Trinidad y Tobago) | Parámetros climáticos promedio de Puerto España (Trinidad y Tobago) | Parámetros climáticos promedio de Puerto España (Trinidad y Tobago) | Parámetros climáticos promedio de Puerto España (Trinidad y Tobago) | Parámetros climáticos promedio de Puerto España (Trinidad y Tobago) | Parámetros climáticos promedio de Puerto España (Trinidad y Tobago) | Parámetros climáticos promedio de Puerto España (Trinidad y Tobago) | Parámetros climáticos promedio de Puerto España (Trinidad y Tobago) | Parámetros climáticos promedio de Puerto España (Trinidad y Tobago) | Parámetros climáticos promedio de Puerto España (Trinidad y Tobago) |
| Mes                                                                 | Ene.                                                                | Feb.                                                                | Mar.                                                                | Abr.                                                                | May.                                                                | Jun.                                                                | Jul.                                                                | Ago.                                                                | Sep.                                                                | Oct.                                                                | Nov.                                                                | Dic.                                                                | Anual                                                               |
| ------------------------------------------------------------------- | ------------------------------------------------------------------- | ------------------------------------------------------------------- | ------------------------------------------------------------------- | ------------------------------------------------------------------- | ------------------------------------------------------------------- | ------------------------------------------------------------------- | ------------------------------------------------------------------- | ------------------------------------------------------------------- | ------------------------------------------------------------------- | ------------------------------------------------------------------- | ------------------------------------------------------------------- | ------------------------------------------------------------------- | ------------------------------------------------------------------- |
| Temp. máx. abs. (°C)                                                | 33.2                                                                | 33.0                                                                | 34.9                                                                | 34.9                                                                | 35.3                                                                | 34.4                                                                | 33.5                                                                | 34.2                                                                | 37.0                                                                | 35.5                                                                | 33.8                                                                | 33.2                                                                | 37.0                                                                |
| Temp. máx. media (°C)                                               | 28.0                                                                | 28.9                                                                | 30.3                                                                | 31.0                                                                | 33.1                                                                | 31.5                                                                | 31.3                                                                | 31.7                                                                | 32.2                                                                | 32.2                                                                | 31.5                                                                | 31.1                                                                | 31.1                                                                |
| Temp. mín. media (°C)                                               | 17.0                                                                | 19.2                                                                | 20.7                                                                | 22.0                                                                | 23.0                                                                | 23.3                                                                | 23.0                                                                | 23.0                                                                | 23.1                                                                | 22.6                                                                | 22.3                                                                | 21.0                                                                | 21.7                                                                |
| Temp. mín. abs. (°C)                                                | 14.6                                                                | 16.1                                                                | 16.7                                                                | 17.2                                                                | 18.9                                                                | 19.7                                                                | 18.3                                                                | 18.9                                                                | 19.4                                                                | 19.4                                                                | 17.9                                                                | 15.7                                                                | '                                                                   |
| Lluvias (mm)                                                        | 42.9                                                                | 39.8                                                                | 16.9                                                                | 27.7                                                                | 67.5                                                                | 155.6                                                               | 193.6                                                               | 244.0                                                               | 190.5                                                               | 143.3                                                               | 210.5                                                               | 75.7                                                                | 1408.0                                                              |
| Días de lluvias (≥ 0.1 mm)                                          | 11                                                                  | 10                                                                  | 6                                                                   | 6                                                                   | 11                                                                  | 20                                                                  | 21                                                                  | 19                                                                  | 16                                                                  | 15                                                                  | 18                                                                  | 13                                                                  | 166                                                                 |
| Horas de sol                                                        | 241.3                                                               | 231.3                                                               | 248.3                                                               | 237.5                                                               | 233.2                                                               | 183.7                                                               | 205.9                                                               | 212.5                                                               | 197.1                                                               | 207.4                                                               | 197.7                                                               | 214.5                                                               | 2610.4                                                              |
| Humedad relativa (%)                                                | 81                                                                  | 80                                                                  | 77                                                                  | 77                                                                  | 79                                                                  | 84                                                                  | 84                                                                  | 84                                                                  | 84                                                                  | 85                                                                  | 86                                                                  | 84                                                                  | 82                                                                  |
| Fuente n.º 1: World Meteorological Organization                     |                                                                     |                                                                     |                                                                     |                                                                     |                                                                     |                                                                     |                                                                     |                                                                     |                                                                     |                                                                     |                                                                     |                                                                     |                                                                     |
| Fuente n.º 2: NOAA (sun, extremes and humidity)                     |                                                                     |                                                                     |                                                                     |                                                                     |                                                                     |                                                                     |                                                                     |                                                                     |                                                                     |                                                                     |                                                                     |                                                                     |                                                                     |

### Biodiversidad

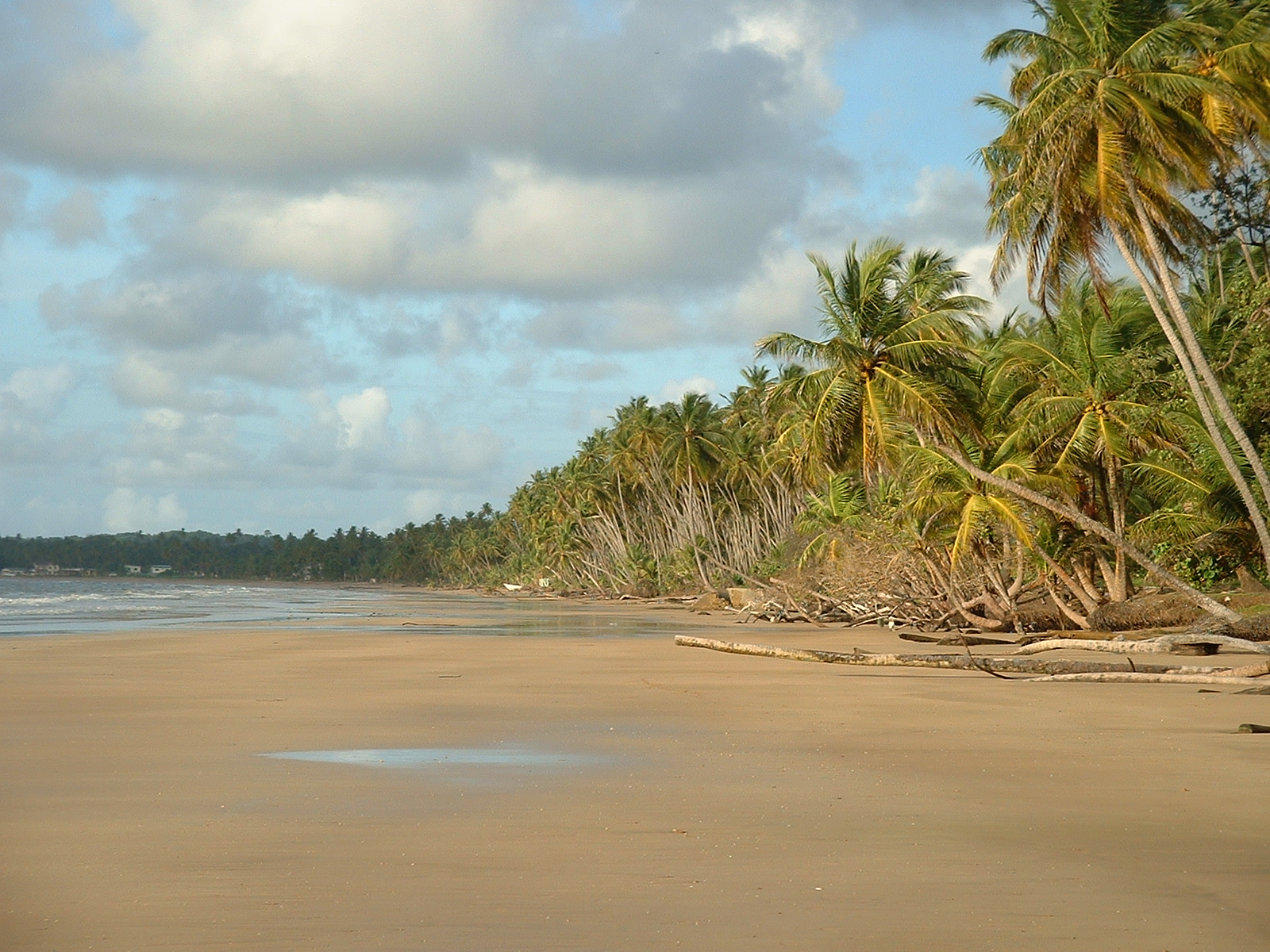
La playa de Mayaro, en la zona sureste de Trinidad.

Dado que Trinidad y Tobago se encuentra en la plataforma continental de Sudamérica, y que en la antigüedad estuvo conectada físicamente con el continente sudamericano, su diversidad biológica es diferente a la de la mayoría de las demás islas del Caribe, y tiene mucho más en común con la de Venezuela. Los principales ecosistemas son: costeros y marinos (arrecifes de coral, manglares, océano abierto y praderas marinas); forestales; de agua dulce (ríos y arroyos); cársticos; ecosistemas artificiales (tierras agrícolas, presas de agua dulce, bosques secundarios); y de sabana. El 1 de agosto de 1996, Trinidad y Tobago ratificó el Convenio de Río sobre la Diversidad Biológica de 1992, y ha elaborado un plan de acción sobre biodiversidad y cuatro informes que describen la contribución del país a la conservación de la biodiversidad. Estos informes reconocen formalmente la importancia de la biodiversidad para el bienestar de la población del país a través de la prestación de servicios ecosistémicos.

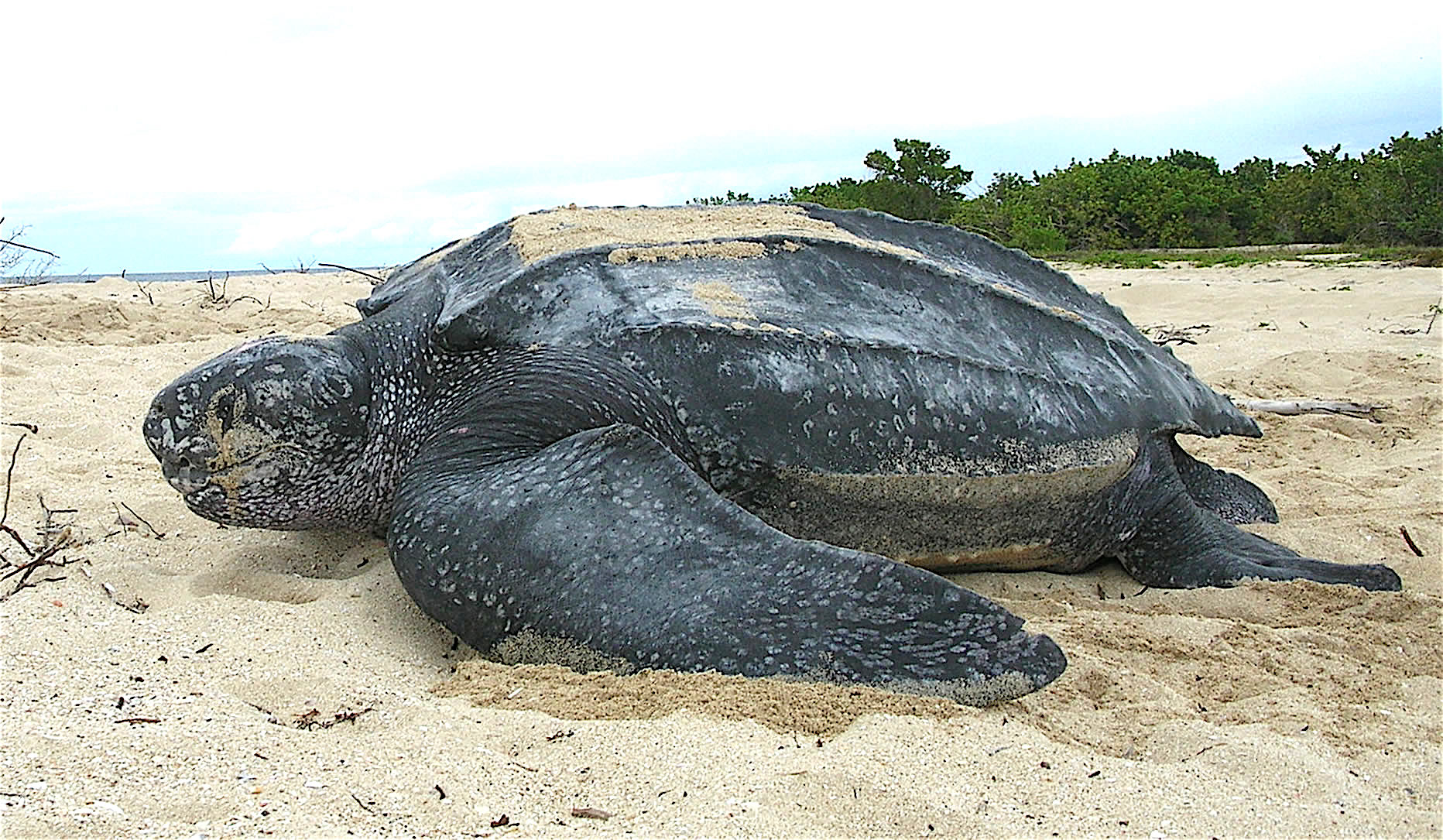
Trinidad y Tobago es un importante lugar de anidación de las tortugas laúd.

La información sobre los vertebrados es buena, con 472 especies de aves (2 endémicas), unos 100 de mamíferos, unos 90 de reptiles (algunos endémicos), unos 30 de anfibios (incluidos varios endémicos), 50 de peces de agua dulce y al menos 950 de peces marinos. Entre las especies de mamíferos destacan el ocelote, el manatí antillano, el pecarí de collar (conocido localmente como quenk), el agutí de rabadilla roja, el lapón, el ciervo rojo, la nutria neotropical, el capuchino llorón y el mono aullador rojo. Entre los reptiles de mayor tamaño se encuentran 5 especies de tortugas marinas que anidan en las playas, la anaconda verde, la boa constrictor y el caimán de anteojos. Hay al menos 47 especies de serpientes, de las cuales solo cuatro son especies venenosas peligrosas (solo en Trinidad y no en Tobago), lagartos como la iguana verde, el Tupinambis cryptus y algunas especies de tortugas de agua dulce y terrestres. están presentes. De los anfibios, la rana arbórea dorada solo se encuentra en los picos más altos de la Cordillera Septentrional de Trinidad y, cerca, en los de la Península de Paria, en Venezuela. La vida marina es abundante, con varias especies de erizos de mar, corales, langostas, anémonas, estrellas de mar, mantas, delfines, marsopas y tiburones ballena presentes en las aguas de las islas. El pterois introducido se considera una plaga, ya que se come muchas especies de peces autóctonas y no tiene depredadores naturales; actualmente se están realizando esfuerzos para eliminar el número de esta especie. El país contiene cinco ecorregiones terrestres: Los bosques húmedos de Trinidad y Tobago, los bosques secos de las Antillas Menores, los bosques secos de Trinidad y Tobago, los matorrales xéricos de las Islas de Barlovento y los manglares de Trinidad.
Trinidad y Tobago destaca especialmente por su gran número de especies de aves, y es un destino popular para los observadores de aves. Entre las especies más destacadas se encuentran el ibis escarlata, el cocrico, la garceta, el cowbird brillante, el bananaquit, el oilbird y varias especies de honeycreeper, el trogón, el tucán, el loro, la tángara, el pájaro carpintero, el antbird, los milanos, los halcones, los piqueros, los pelícanos y los buitres; también hay 17 especies de colibríes, incluida la coqueta moñuda, que es la tercera más pequeña del mundo.
La información sobre los invertebrados es dispersa y muy incompleta. Se han registrado unas 650 mariposas, al menos 672 escarabajos (solo de Tobago) y 40 corales. Otros invertebrados notables son la cucaracha, la hormiga cortadora de hojas y numerosas especies de mosquitos, termitas, arañas y tarántulas.
Aunque la lista está lejos de ser completa, se han registrado 1647 especies de hongos, incluidos los líquenes. Es probable que el verdadero número total de hongos sea mucho mayor, dado que la estimación generalmente aceptada es que solo se ha descubierto hasta ahora un 7 % de todos los hongos del mundo. En un primer esfuerzo por estimar el número de hongos endémicos se enumeraron provisionalmente 407 especies.
La información sobre los microorganismos es dispersa y muy incompleta. Se han registrado casi 200 especies de algas marinas. El verdadero número total de especies de microorganismos debe ser mucho mayor.
Gracias a una lista de control publicada recientemente, la diversidad de plantas de Trinidad y Tobago está bien documentada, con unas 3300 especies (59 endémicas) registradas. A pesar de la importante tala, los bosques siguen cubriendo cerca del 40 % del país, y hay unas 350 especies diferentes de árboles. Un árbol notable es el manchineel, que es extremadamente venenoso para los seres humanos, e incluso el simple hecho de tocar su savia puede causar graves ampollas en la piel; el árbol suele estar cubierto de señales de advertencia. El país obtuvo en 2019 una puntuación media del Índice de Integridad del Paisaje Forestal de 6,62/10, lo que lo sitúa en el puesto 69 a nivel mundial de 172 países.
Entre las amenazas a la biodiversidad del país se encuentran la caza excesiva y la caza furtiva, la pérdida y fragmentación del hábitat (sobre todo debido a los incendios forestales y al desmonte de tierras para la explotación de canteras, la agricultura, la ocupación ilegal, el desarrollo inmobiliario e industrial y la construcción de carreteras), la contaminación del agua y la introducción de especies invasoras y patógenos.

## Gobierno y política
Trinidad y Tobago es una república democrática representativa con un sistema bipartidista y un sistema parlamentario bicameral basado en el sistema de Westminster.
El jefe de Estado de Trinidad y Tobago es el presidente, actualmente Christine Kangaloo. Esta función, en gran medida ceremonial, sustituyó a la del gobernador general (que representaba al monarca de Trinidad y Tobago) al convertirse Trinidad y Tobago en una república en 1976. El jefe de Gobierno es el primer ministro, actualmente Kamla Persad-Bissessar. El presidente es elegido por un colegio electoral formado por la totalidad de los miembros de ambas cámaras del Parlamento.
Tras unas elecciones generales, que se celebran cada cinco años, el presidente nombra como primer ministro a la persona que cuente con el apoyo de la mayoría de la Cámara de Representantes; generalmente ha sido el líder del partido que más escaños ha obtenido en las elecciones (excepto en el caso de las elecciones generales de 2001).
Desde 1980, Tobago tiene también sus propias elecciones, separadas de las generales. En estas elecciones se eligen los miembros que forman parte de la Asamblea unicameral de Tobago.
El Parlamento está formado por el Senado (31 escaños) y la Cámara de Representantes (41 escaños, más el presidente). Los miembros del Senado son nombrados por el presidente; 16 senadores del Gobierno son nombrados por consejo del primer ministro, seis senadores de la oposición son nombrados por consejo de la Líder de la oposición, actualmente Kamla Persad-Bissessar, y nueve senadores independientes son nombrados por el presidente para representar a otros sectores de la sociedad civil. Los 41 miembros de la Cámara de Representantes son elegidos por el pueblo para un mandato máximo de cinco años en un sistema de escrutinio mayoritario uninominal.

### Fuerzas armadas

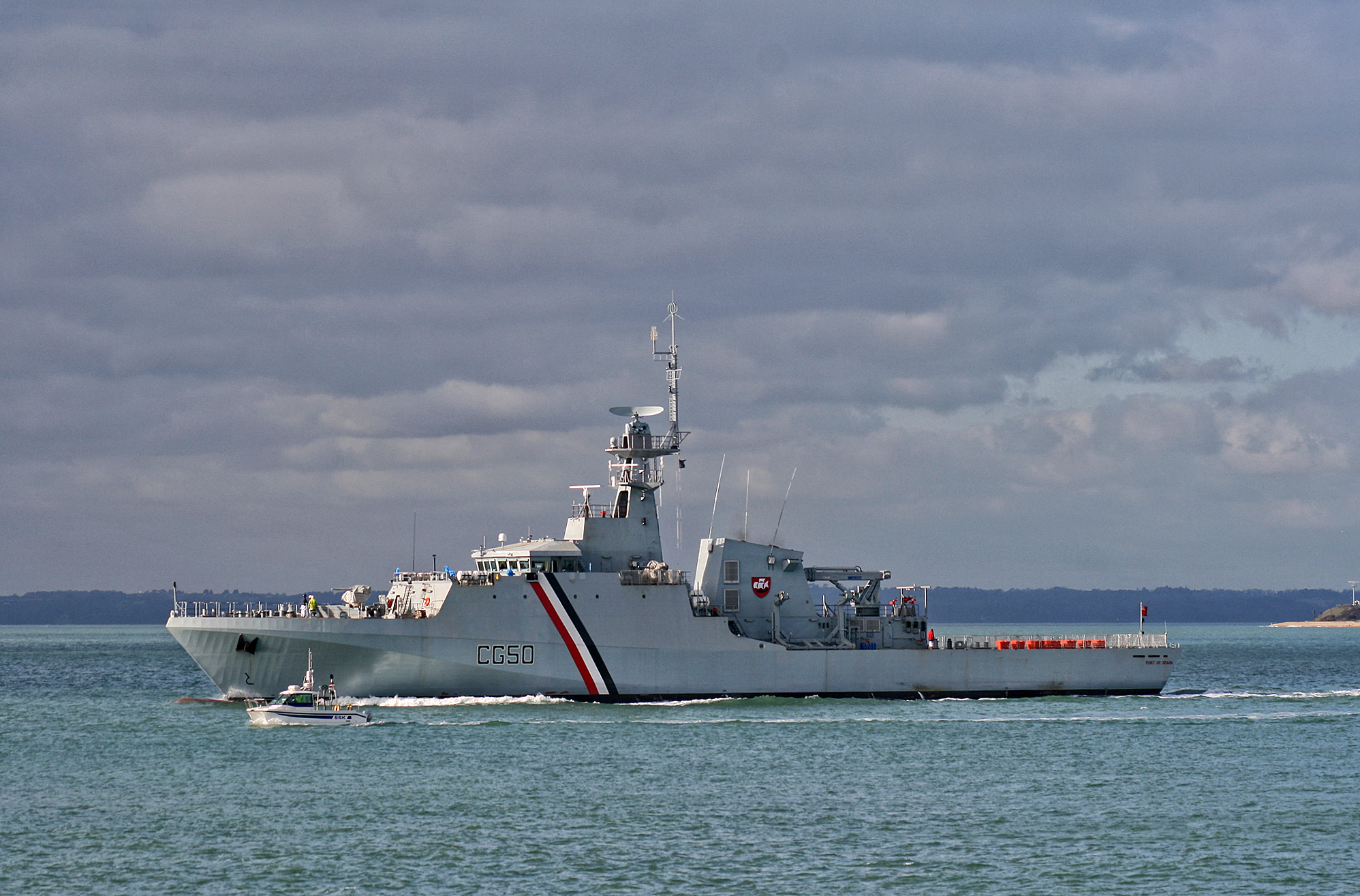
Buque de la Guardia Costera trinitense.

La Fuerza de Defensa de Trinidad y Tobago (FDTT) es la organización militar responsable de la defensa de la República de Trinidad y Tobago. Está formada por el Regimiento, la Guardia Costera, la Guardia Aérea y las Reservas de la Fuerza de Defensa. Creada en 1962 tras la independencia de Trinidad y Tobago del Reino Unido, la TTDF es una de las mayores fuerzas militares del Caribe anglófono.
Su misión es «defender el bien soberano de la República de Trinidad y Tobago, contribuir al desarrollo de la comunidad nacional y apoyar al Estado en el cumplimiento de sus objetivos nacionales e internacionales». Las Fuerzas de Defensa han participado en incidentes nacionales, como el intento de golpe de Estado de 1990, y en misiones internacionales, como la Misión de las Naciones Unidas en Haití entre 1993 y 1996.
En 2019, Trinidad y Tobago firmó el tratado de la ONU sobre la prohibición de las armas nucleares.

### Relaciones exteriores

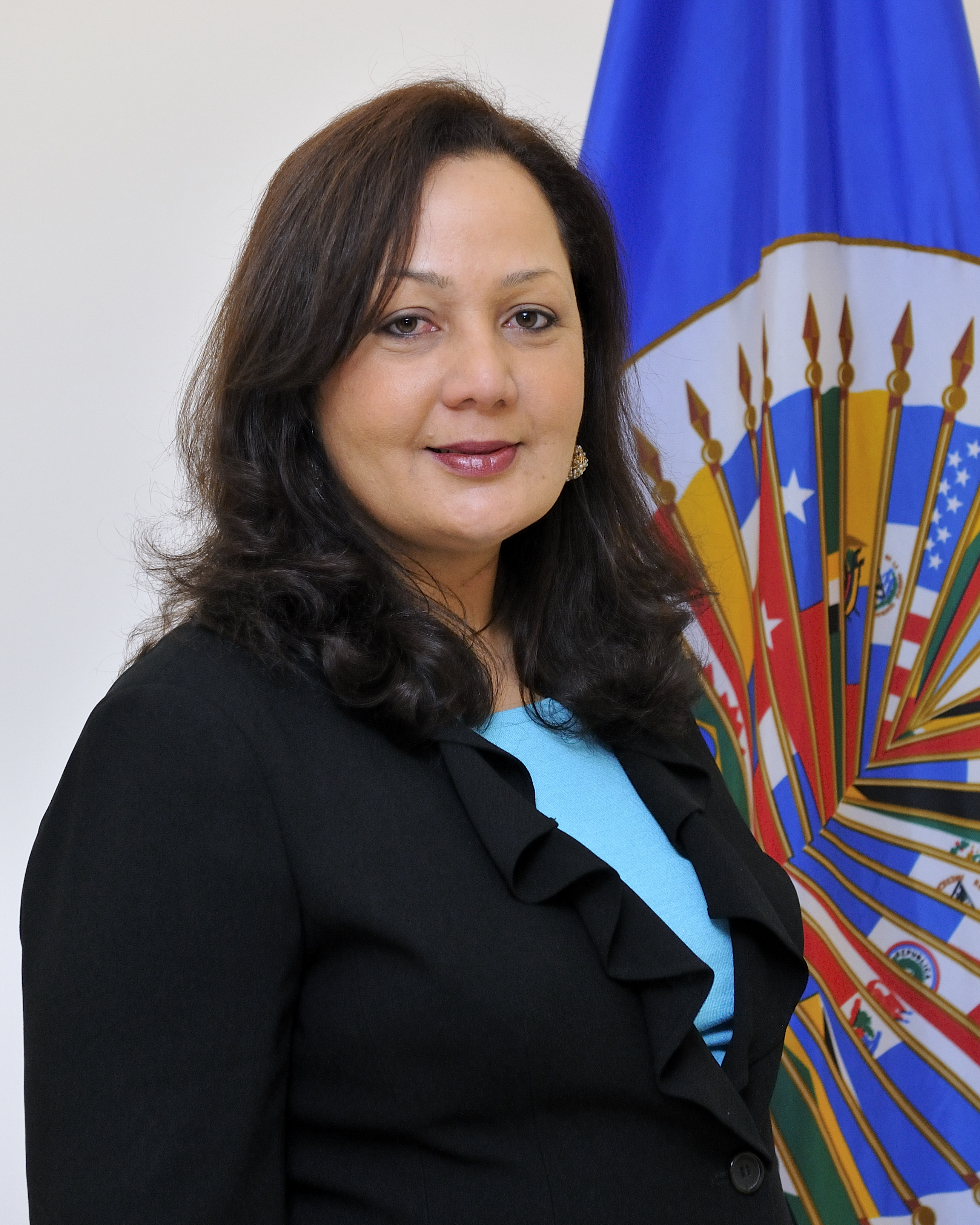
Rose-Marie Antoine, abogada y profesora trinitense elegida Presidenta de la Comisión Interamericana de Derechos Humanos en 2015.

Trinidad y Tobago mantiene estrechas relaciones con sus vecinos caribeños y con sus principales socios comerciales norteamericanos y europeos. Como país más industrializado y segundo más poblado del Caribe anglófono, Trinidad y Tobago asume un papel de liderazgo en la Comunidad del Caribe (CARICOM) y apoya firmemente los esfuerzos de integración económica de esta organización. También participa activamente en el proceso de la Cumbre de las Américas y apoya el establecimiento del Área de Libre Comercio de las Américas.
Como miembro de CARICOM, apoyó firmemente los esfuerzos de Estados Unidos para llevar la estabilidad política a Haití, aportando personal a la Fuerza Multinacional en 1994. Tras su independencia en 1962, Trinidad y Tobago se incorporó a las Naciones Unidas y a la Mancomunidad de Naciones. En 1967 se convirtió en el primer país de la Commonwealth en ingresar en la Organización de Estados Americanos (OEA). En 1995, Trinidad acogió la reunión inaugural de la Asociación de Estados del Caribe y se ha convertido en la sede de esta agrupación de 35 miembros, que pretende fomentar el progreso económico y la integración entre sus Estados.

### Derechos humanos
Amnistía Internacional denuncia torturas y juicios cuestionables en Trinidad y Tobago. Hay diversos casos de aplicación incorrecta de la pena de muerte. La homosexualidad no fue legal hasta 2018. El artículo 8 (18/1) de la ley de inmigración prohibía la entrada en el país a los homosexuales.
En 2002 el Comité de Derechos Humanos de Naciones Unidas falló sobre el caso Clement Boodoo v. Trinidad and Tobago, considerando la existencia de una violación de los artículos 7 [derecho a no ser torturado], 9(3) [derecho a defensa], 10(1) [respeto a la dignidad de los detenidos], 14(3)(c) [derecho a un juicio sin demora], 17 [respeto a la vida privada] y 18 [derecho a la libertad religiosa] del Convenio Internacional de Derechos Civiles y Políticos. Según los hechos, Clement Boodoo fue sometido a torturas y tratos degradantes mientras estuvo recluido en la prisión de Carrera (y en ocasiones en la de Puerto España), entre 1990 y 1998. Durante este tiempo, vivió en un espacio extremamente reducido y en muy malas condiciones de salubridad, sin apenas estarle permitido salir al aire libre (como consecuencia de lo cual, perdió visión y estuvo a punto de quedarse ciego). En ocasiones fue privado de comida y humillado. También le fueron confiscadas sus ropas religiosas y le fue cortada su barba en contra de su voluntad (pues era un símbolo religioso propio de su fe musulmana). Tampoco le era permitido asistir a ceremonias religiosas musulmanas, lo cual sí se permitía a otros reclusos cristianos o musulmanes.
En materia de derechos humanos, respecto a la pertenencia a los siete organismos de la Carta Internacional de Derechos Humanos, que incluyen al Comité de Derechos Humanos (HRC), Trinidad y Tobago ha firmado o ratificado:
| Trinidad y Tobago | Tratados internacionales | Tratados internacionales  | Tratados internacionales | Tratados internacionales | Tratados internacionales  | Tratados internacionales | Tratados internacionales  | Tratados internacionales | Tratados internacionales | Tratados internacionales  | Tratados internacionales  | Tratados internacionales | Tratados internacionales | Tratados internacionales | Tratados internacionales | Tratados internacionales  | Tratados internacionales | Tratados internacionales  |
| --- | ------------------------ | ------------------------- | ------------------------ | ------------------------ | ------------------------- | ------------------------ | ------------------------- | ------------------------ | ------------------------ | ------------------------- | ------------------------- | ------------------------ | ------------------------ | ------------------------ | ------------------------ | ------------------------- | ------------------------ | ------------------------- |
| Trinidad y Tobago | CESCR                    | CESCR                     | CCPR                     | CCPR                     | CCPR                      | CERD                     | CED                       | CEDAW                    | CEDAW                    | CAT                       | CAT                       | CRC                      | CRC                      | CRC                      | CRC                      | MWC                       | CRPD                     | CRPD                      |
| Trinidad y Tobago | CESCR                    | CESCR-OP                  | CCPR                     | CCPR-OP1                 | CCPR-OP2-DP               | CERD                     | CED                       | CEDAW                    | CEDAW-OP                 | CAT                       | CAT-OP                    | CRC                      | CRC-OP-AC                | CRC-OP-SC                | CRC-OP-CP                | MWC                       | CRPD                     | CRPD-OP                   |
| Pertenencia | Firmado y ratificado.    | Ni firmado ni ratificado. | Firmado y ratificado.    | Firmado y ratificado.    | Ni firmado ni ratificado. | Firmado y ratificado.    | Ni firmado ni ratificado. | Firmado y ratificado.    | Firmado y ratificado.    | Ni firmado ni ratificado. | Ni firmado ni ratificado. | Firmado y ratificado.    | Sin información.         | Firmado y ratificado.    | Sin información.         | Ni firmado ni ratificado. | Firmado y ratificado.    | Ni firmado ni ratificado. |
| Firmado y ratificado, firmado, pero no ratificado, ni firmado ni ratificado, sin información, ha accedido a firmar y ratificar el órgano en cuestión, pero también reconoce la competencia de recibir y procesar comunicaciones individuales por parte de los órganos competentes. |                          |                           |                          |                          |                           |                          |                           |                          |                          |                           |                           |                          |                          |                          |                          |                           |                          |                           |

## Organización territorial
Trinidad está dividida en 14 regiones y municipios, compuestos por nueve regiones y cinco municipios, que tienen un nivel de autonomía limitado. Los distintos consejos están formados por una mezcla de miembros elegidos y designados. Las elecciones se celebran cada tres años. Tobago es administrado por la Asamblea de Tobago. Anteriormente, el país estaba dividido en condados.
Municipalidades:
- Arima
- Chaguanas
- Punta Fortín
- Puerto España
- San Fernando

Regiones corporativas:

Mapa de las regiones administrativas de Trinidad y Tobago.

- Región Corporativa de Couva-Tabaquite-Talparo
- Región Corporativa de Diego Martín
- Región Corporativa de Penal-Debe
- Región Corporativa de Princes Town
- Región Corporativa de Río Claro-Mayaro
- Región Corporativa de San Juan-Laventille
- Región Corporativa de Sangre Grande
- Región Corporativa de Siparia
- Región Corporativa de Tunapuna-Piarco

Región Autónoma:
- Región Autónoma de Tobago

## Economía

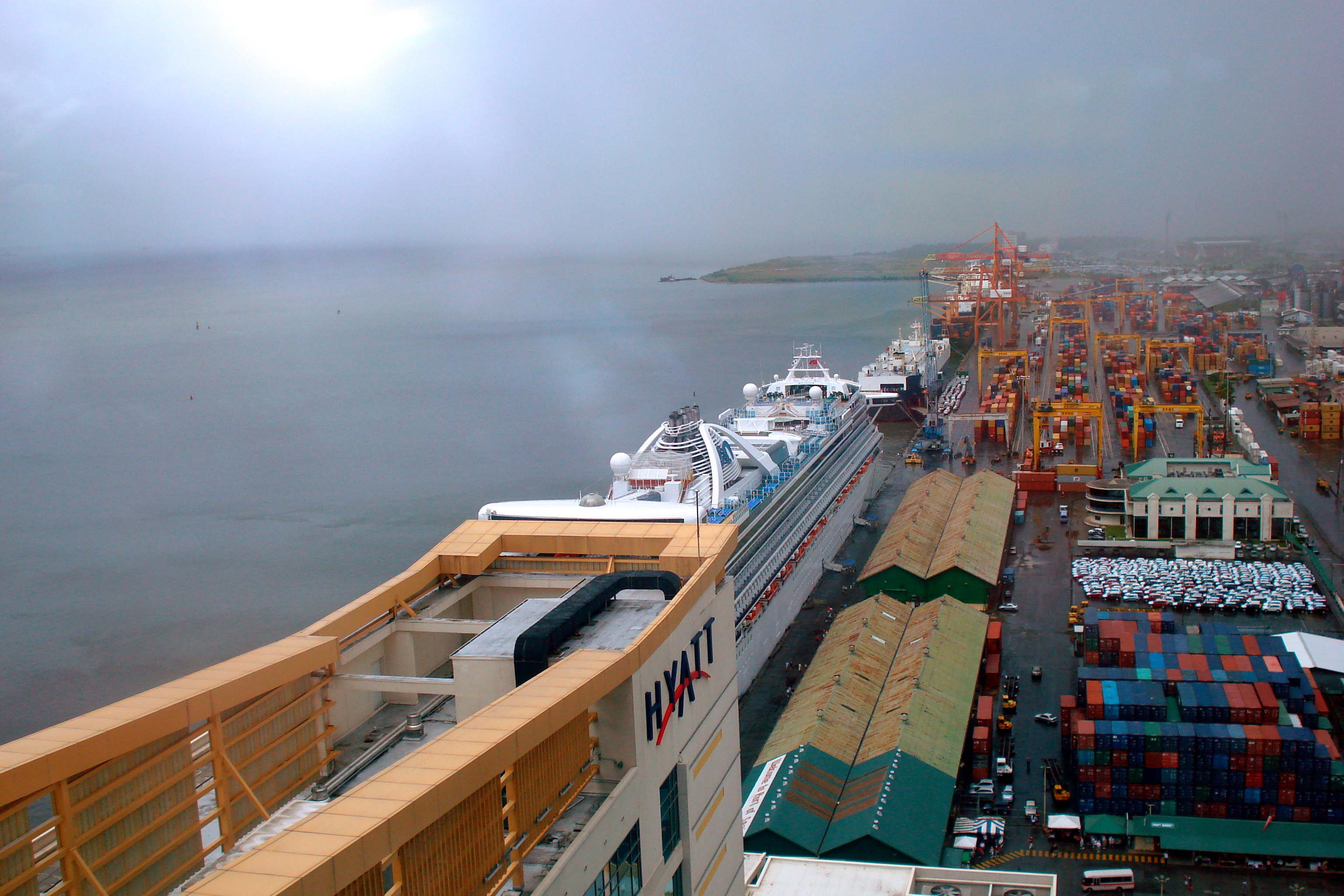
Puerto de Puerto España.

Trinidad y Tobago es una de las economías más ricas del Caribe y figura entre los 40 primeros (información de 2010) de los 70 países de renta alta del mundo. Su renta nacional bruta per cápita de 20 070 dólares (renta nacional bruta de 2014 según el método Atlas) es una de las más altas del Caribe. En noviembre de 2011, la OCDE retiró a Trinidad y Tobago de su lista de países en desarrollo. La economía de Trinidad está fuertemente influenciada por la industria petrolera. El turismo y la industria manufacturera también son importantes para la economía local. El turismo es un sector en crecimiento, especialmente en Tobago, aunque proporcionalmente es mucho menos importante que en muchas otras islas del Caribe. Entre los productos agrícolas destacan los cítricos y el cacao. También suministra productos manufacturados, sobre todo alimentos, bebidas y cemento, a la región del Caribe. La moneda del país es el dólar de Trinidad y Tobago (TT$), la cual se divide en 100 céntimos. Los billetes existen en denominaciones de 1, 5, 10, 20, 50 y 100 dólares de Trinidad y Tobago. Las monedas existen en denominaciones de 1, 5, 10, 25 y 50 céntimos
Según el Índice mundial de innovación, a cargo de la Organización Mundial de la Propiedad Intelectual, en 2024, Trinidad y Tobago se ubicó en lugar 108 en innovación entre 133 países del mundo; mientras que en 2023 ocupó el lugar 102 y el lugar 101 en 2022.

### Petróleo y gas

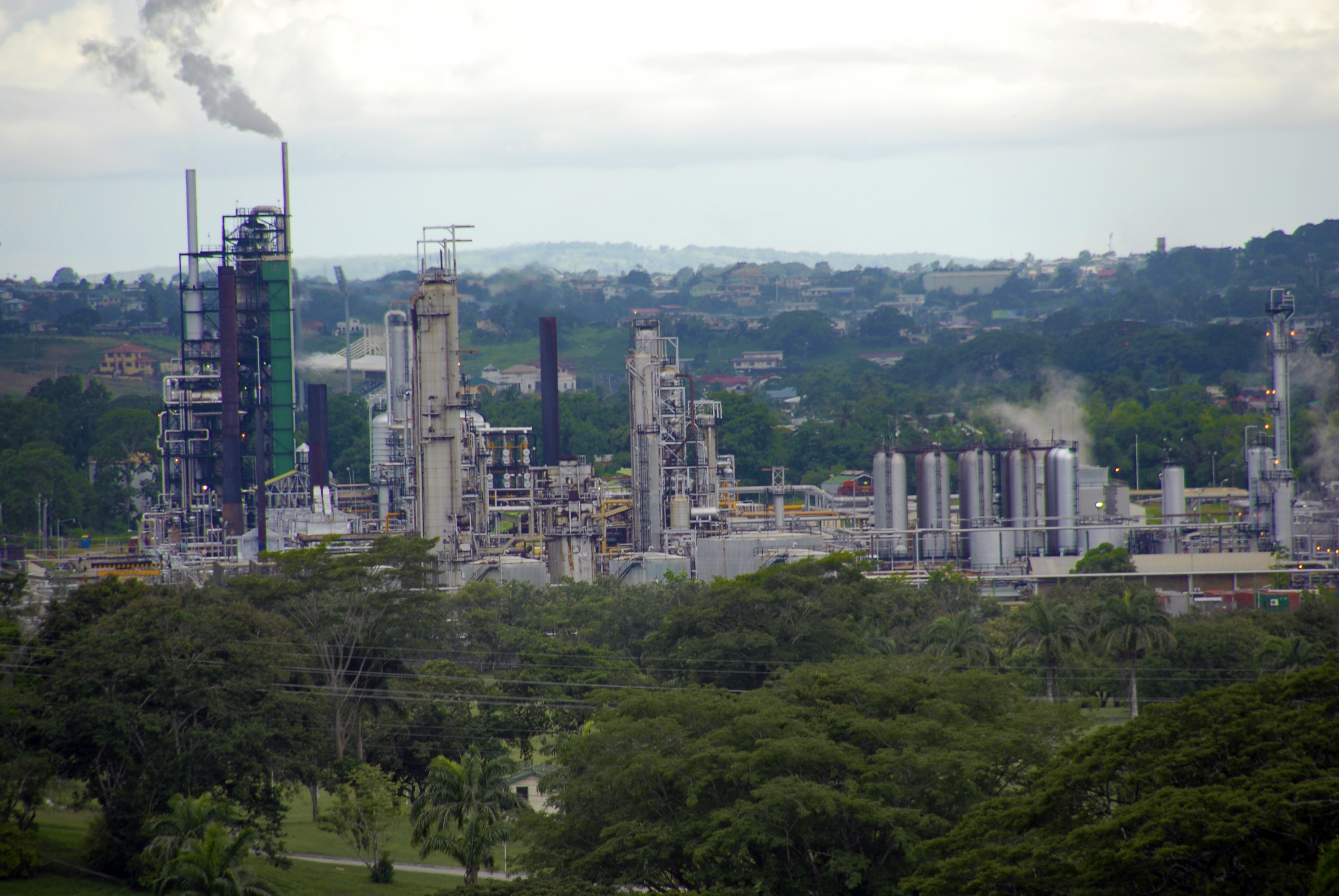
Refinería de petróleo en Pointe-à-Pierre.

Trinidad y Tobago es el primer productor caribeño de petróleo y gas, y su economía depende en gran medida de estos recursos. El petróleo y el gas representan alrededor del 40 % del PIB y el 80 % de las exportaciones, pero solo el 5 % del empleo. El crecimiento reciente se ha visto impulsado por las inversiones en gas natural licuado (GNL), productos petroquímicos y acero. Hay otros proyectos petroquímicos, de aluminio y de plásticos en diversas fases de planificación.
El país es también un centro financiero regional, y la economía tiene un creciente superávit comercial. La expansión de Atlantic LNG en los últimos seis años ha creado la mayor fase de crecimiento económico sostenido en Trinidad y Tobago. La nación es exportadora de GNL y suministró un total de 13 400 millones de m³ en 2017. Los mayores mercados para las exportaciones de GNL de Trinidad y Tobago son Chile y Estados Unidos.
Trinidad y Tobago ha pasado de una economía basada en el petróleo a otra basada en el gas natural. En 2017, la producción de gas natural ascendió a 18 500 millones de m³, un descenso del 0,4 % respecto a 2016, con 18 600 millones de m³ de producción. La producción de petróleo ha disminuido en la última década, pasando de 7,1 millones de toneladas métricas al año en 2007 a 4,4 millones de toneladas métricas al año en 2017. En diciembre de 2005, el cuarto módulo de producción o «tren» de gas natural licuado (GNL) de Atlantic LNG comenzó a producir. El cuarto tren ha aumentado la capacidad de producción global de Atlantic LNG en casi un 50 % y es el mayor tren de GNL del mundo, con 5,2 millones de toneladas/año de GNL.

### Industria creativa
El Gobierno de Trinidad y Tobago ha reconocido a las industrias creativas como una vía de crecimiento y desarrollo económico. Se trata de uno de los sectores más nuevos y dinámicos en el que la creatividad, el conocimiento y los intangibles sirven de recurso productivo básico. En 2015, se creó la Trinidad and Tobago Creative Industries Company Limited (CreativeTT) como agencia estatal dependiente del Ministerio de Comercio e Industria con el mandato de estimular y facilitar el desarrollo empresarial y las actividades de exportación de las industrias creativas en Trinidad y Tobago para generar riqueza nacional y, como tal, la empresa es responsable del desarrollo estratégico y empresarial de los tres nichos y subsectores que actualmente están bajo su competencia: la música, el cine y la moda. MusicTT, FilmTT y FashionTT son las filiales creadas para cumplir este mandato.

### Agricultura
Históricamente, la producción agrícola (por ejemplo, el azúcar y el café) dominaba la economía; sin embargo, este sector ha sufrido un fuerte declive desde el siglo XX y ahora solo representa el 0,4 % del PIB del país, empleando al 3,1 % de la población activa. Se cultivan diversas frutas y hortalizas, como pepinos, berenjenas, yuca, calabaza, dasheen (taro) y coco; también se sigue practicando la pesca.

### Política energética y clima
Trinidad y Tobago es el principal exportador de petróleo y gas de la región, pero las importaciones de combustibles fósiles proporcionaron más del 90 % de la energía consumida por sus vecinos de la CARICOM en 2008. Esta vulnerabilidad llevó a la CARICOM a desarrollar una Política Energética que fue aprobada en 2013. Esta política va acompañada de la Hoja de Ruta y Estrategia de Energía Sostenible de la CARICOM (C-SERMS). En virtud de esta política, las fuentes de energía renovable deben aportar el 20 % del total de la mezcla de generación de electricidad en los Estados miembros para 2017, el 28 % para 2022 y el 47 % para 2027.
En 2014 Trinidad y Tobago fue el tercer país del mundo que más CO2 per cápita emitió, después de Catar y Curazao, según el Banco Mundial. De media, cada habitante produjo 34,2 toneladas métricas de CO2 en la atmósfera. En comparación, la media mundial fue de 5,0 toneladas per cápita el mismo año.
El Instituto de Investigación Industrial del Caribe, en Trinidad y Tobago, facilita la investigación sobre el cambio climático y proporciona apoyo industrial a la I+D relacionada con la seguridad alimentaria. También realiza pruebas de equipos y calibración para las principales industrias.

## Infraestructura

### Transporte

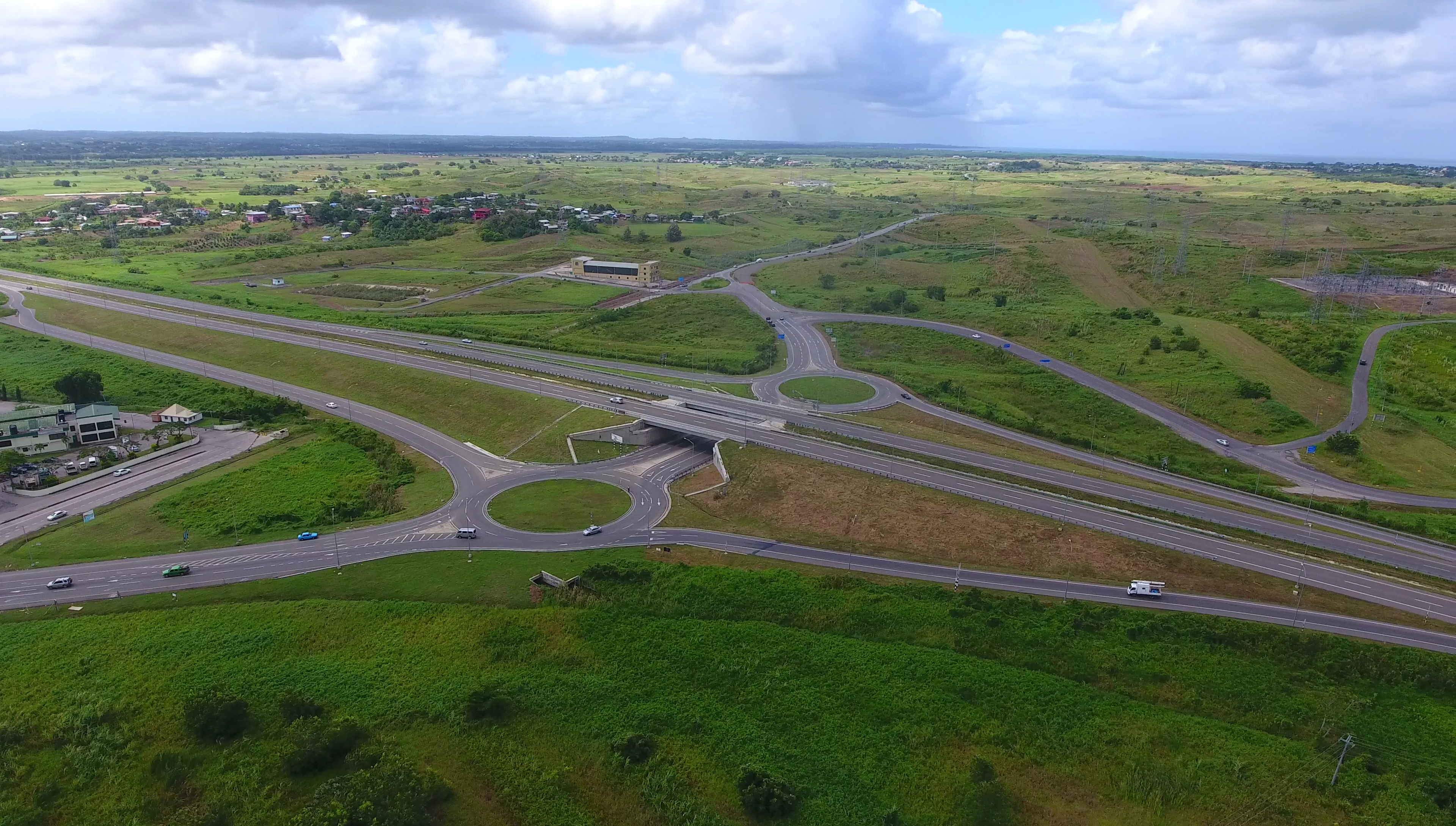
Sir Solomon Highway, la principal autopista de Trinidad.

El sistema de transporte de Trinidad y Tobago consta de una densa red de autopistas y carreteras que atraviesan las dos islas principales, transbordadores que conectan Puerto España con Scarborough y San Fernando, y aeropuertos internacionales en ambas. La autopista Uriah Butler, la autopista Churchill Roosevelt y la autopista Sir Solomon Hochoy unen Trinidad, mientras que la autopista Claude Noel es la única carretera importante de Tobago. Las opciones de transporte público por tierra son los autobuses públicos, los taxis privados y los minibuses. Por mar, las opciones son los transbordadores entre islas y los taxis acuáticos entre ciudades.
Trinidad cuenta con el aeropuerto internacional de Piarco, inaugurado el 8 de enero de 1931. Está situado a 17,4 m sobre el nivel del mar, tiene una superficie de 680 hectáreas y una pista de aterrizaje de 3200 m. El aeropuerto consta de dos terminales, la Terminal Norte y la Terminal Sur. La Terminal Sur, más antigua, se renovó en 2009 para utilizarla como punto de entrada VIP durante la V Cumbre de las Américas. La Terminal Norte se terminó de construir en 2001, y consta de 14 puertas de embarque con pasillos para vuelos internacionales, dos puertas de embarque nacionales a nivel del suelo y 82 mostradores.

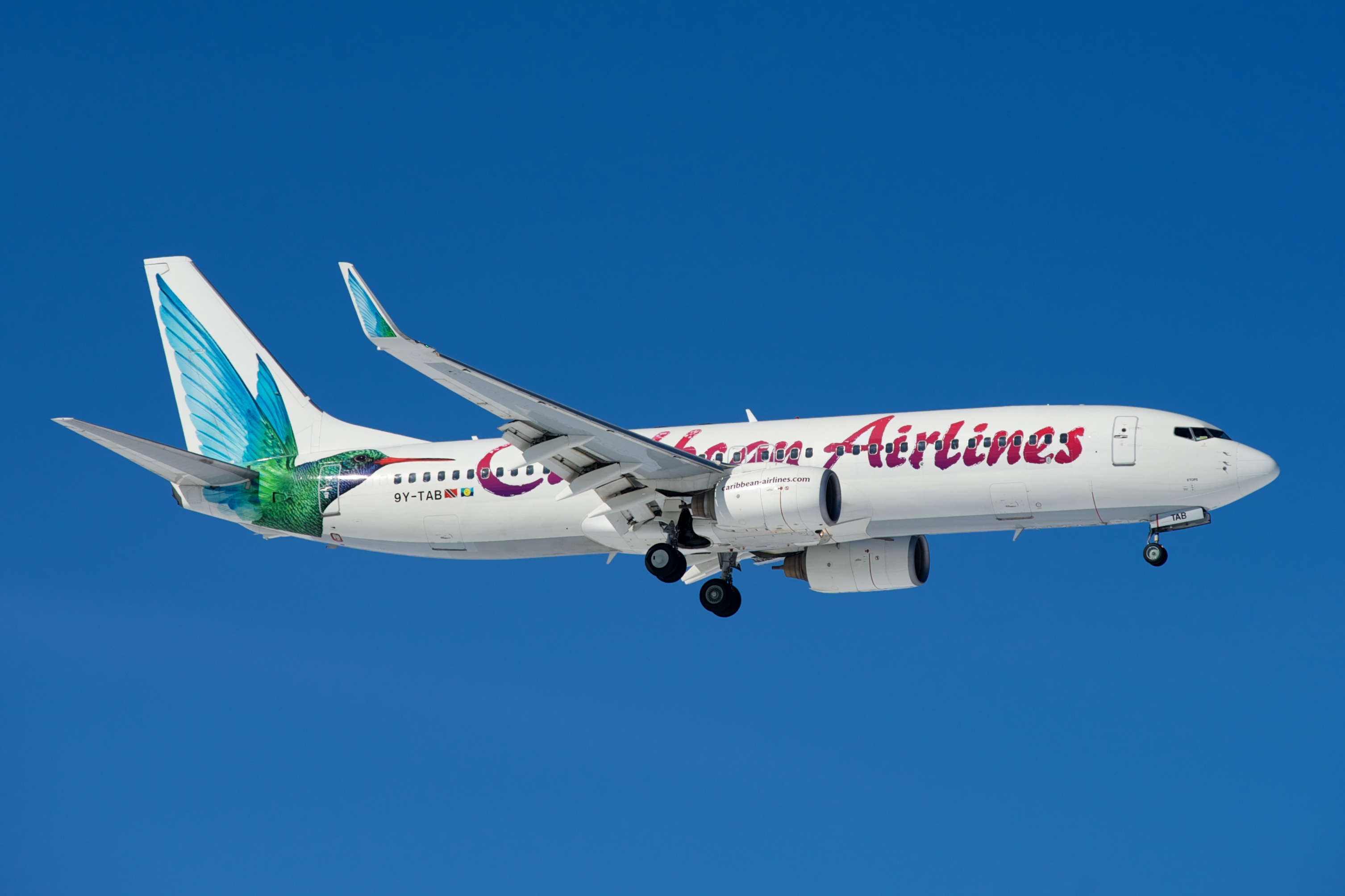
La compañía aérea estatal Caribbean Airlines es la mayor de la región.

En 2008, el número de pasajeros del Aeropuerto Internacional de Piarco fue de aproximadamente 2,6 millones. Es el séptimo aeropuerto más transitado del Caribe y el tercero del Caribe anglófono, después del Aeropuerto Internacional Sangster y el Aeropuerto Internacional Lynden Pindling. Caribbean Airlines, la aerolínea nacional, tiene su principal centro de operaciones en el Aeropuerto Internacional de Piarco y presta servicios al Caribe, Estados Unidos, Canadá y Sudamérica. La aerolínea es propiedad al cien por cien del Gobierno de Trinidad y Tobago. Tras una inyección adicional de 50 millones de dólares, el Gobierno de Trinidad y Tobago adquirió la aerolínea jamaicana Air Jamaica el 1 de mayo de 2010, con un periodo de transición de 6 a 12 meses.
Tobago cuenta con el aeropuerto internacional A.N.R. Robinson en Crown Point. Este aeropuerto tiene servicios regulares a Norteamérica y Europa. Hay vuelos regulares entre las dos islas, con tarifas fuertemente subvencionadas por el Gobierno.
Trinidad contaba con una red ferroviaria, pero se cerró en 1968. Se ha hablado de construir una nueva línea de ferrocarril, aunque todavía no se ha concretado.

### Telecomunicaciones
Trinidad y Tobago cuenta con un sector de las comunicaciones bien desarrollado. Los sectores de las telecomunicaciones y la radiodifusión generaron unos 5630 millones de dólares de Trinidad y Tobago (88 000 millones de dólares) en 2014, lo que, como porcentaje del PIB, equivale al 3,1 %. Esto representó un aumento del 1,9 % en los ingresos totales generados por esta industria en comparación con el año pasado. Del total de los ingresos de telecomunicaciones y radiodifusión, los servicios de voz móviles representaron la mayor parte de los ingresos, con 2200 millones de dólares de Trinidad y Tobago (39,2 %). Le siguieron los servicios de Internet, que aportaron 1180 millones de dólares (21,1 %). Los siguientes sectores que más ingresos obtuvieron fueron los servicios de voz fijos y los servicios de televisión de pago, cuyas contribuciones ascendieron a 76 000 millones de dólares y 70 000 millones de dólares, respectivamente (13,4 % y 12,4 %). Los servicios internacionales de voz fueron los siguientes, generando 0,27 mil millones de TT$ (4,7 %) en ingresos. Los servicios de radio y televisión gratuitos aportaron 18 000 millones de dólares y 13 000 millones de dólares respectivamente (3,2 % y 2,4 %). Por último, otros contribuyentes fueron «otros ingresos» y «servicios de líneas alquiladas», con unos ingresos de 16 000 millones de TT$ y 5000 millones de TT$ respectivamente, con un 2,8 % y un 0,9 %.
Hay varios proveedores para cada segmento del mercado de las telecomunicaciones. El servicio de telefonía fija lo prestan Digicel, TSTT (que opera como bmobile) y Cable & Wireless Communications, que opera como FLOW; el servicio celular lo prestan TSTT (que opera como bmobile) y Digicel, mientras que el servicio de Internet lo prestan TSTT, FLOW, Digicel, Green Dot y Lisa Communications.
El código de dominio de nivel superior geográfico en internet es .tt; el cual es administrado por la Universidad de las Indias Occidentales desde 1991.

### Energía

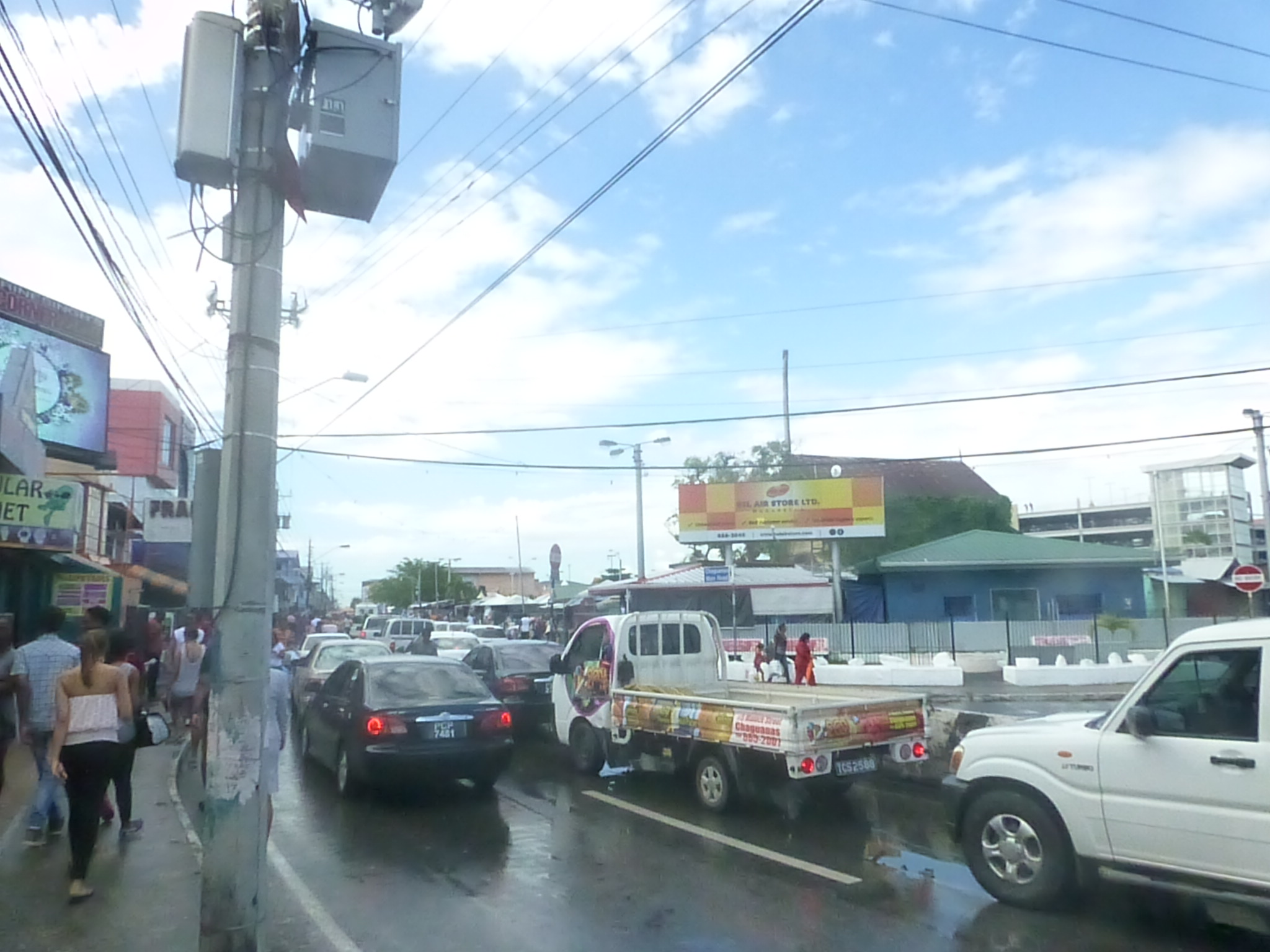
Trinidad y Tobago es un país completamente electrificado.

En 1894, Edgar Tripp creó la Electric Light and Power Company, la primera empresa de electricidad de Trinidad y Tobago. En marzo de 1895 se instaló la electricidad por primera vez en Trinidad y dos de los primeros edificios en tener luz eléctrica fueron el original Queens Park Hotel y el Princess Building.
En la actualidad, el 100 % de la población accede a servicios de electricidad y alumbrado público. Además, el 99,26 % de la población a 2016 tenía garantizado el acceso a fuentes de energía limpias para cocinar alimentos.
Hasta el año 2020, Trinidad y Tobago tenía una capacidad instalada de 2114 MW, de los cuales el 99,95 % correspondían a la generación por gas natural y el restante 0,05 % al diésel. La producción de electricidad en 2018 fue de 9234 GWh.

## Demografía
Trinidad y Tobago contaba en el año 2024 con una población de 1 407 000 habitantes, teniendo una densidad de población de 274 habitantes por kilómetro cuadrado. La esperanza de vida en el país era de 74,71 años, siendo la de las mujeres de 78,15 y la de los hombres de 71,83 años. El 50,66 % de la población son mujeres, mientras que el 49,34 % son hombres. El 19,3 % de sus habitantes tienen menos de 14 años, un 69,6 % tiene entre 15 y 64 años, mientras que el 11,10 % de la población tiene más de 65 años.

### Grupos étnicos
| Grupos étnicos de Trinidad y Tobago | Grupos étnicos de Trinidad y Tobago | Grupos étnicos de Trinidad y Tobago | Grupos étnicos de Trinidad y Tobago | Grupos étnicos de Trinidad y Tobago |
| ----------------------------------- | ----------------------------------- | ----------------------------------- | ----------------------------------- | ----------------------------------- |
| Ethnic groups                       |                                     |                                     |                                     |                                     |
| Indotrinitenses                     | Indotrinitenses                     |                                     | 35.4 %                              | 35.4 %                              |
| Afrotrinitenses                     | Afrotrinitenses                     |                                     | 34.2 %                              | 34.2 %                              |
| Mixtos                              | Mixtos                              |                                     | 15.3 %                              | 15.3 %                              |
| Dougla (Indoafricanos)              | Dougla (Indoafricanos)              |                                     | 7.7 %                               | 7.7 %                               |
| Sin especificar                     | Sin especificar                     |                                     | 6.2 %                               | 6.2 %                               |
| Otros                               | Otros                               |                                     | 1.3 %                               | 1.3 %                               |

La composición étnica de Trinidad y Tobago refleja una historia de conquista e inmigración. Aunque los primeros habitantes eran de origen amerindio, los dos grupos dominantes en el país son ahora los de origen sudasiático y africano. Los indo-trinitenses constituyen el grupo étnico más numeroso del país (aproximadamente el 35,4 %); son principalmente descendientes de trabajadores contratados del sur de Asia (sobre todo de India), traídos para sustituir a los esclavos africanos liberados que se negaron a seguir trabajando en las plantaciones de azúcar. A través de la preservación cultural, muchos residentes de ascendencia india siguen manteniendo las tradiciones de su tierra ancestral. Los indo-trinitenses residen principalmente en Trinidad; según el censo de 2011, solo el 2,5 % de la población de Tobago era de ascendencia india.
Los afrotrinitenses constituyen el segundo grupo étnico más numeroso del país, ya que aproximadamente el 34,2 % de la población se identifica como afrodescendiente. La mayoría de las personas de origen africano son descendientes de esclavos transportados por la fuerza a las islas desde el siglo XVI. Este grupo constituye la mayoría en Tobago, con un 85,2 %.
El grueso del resto de la población son los que se identifican como de herencia mixta. También hay pequeñas pero significativas minorías de personas de ascendencia indígena, europea, portuguesa, latinoamericana, china y árabe. Arima, en Trinidad, es un destacado centro de cultura indígena.

### Religión
| Religión en Trinidad y Tobago (censo de 2011) | Religión en Trinidad y Tobago (censo de 2011) | Religión en Trinidad y Tobago (censo de 2011) | Religión en Trinidad y Tobago (censo de 2011) | Religión en Trinidad y Tobago (censo de 2011) |
| --------------------------------------------- | --------------------------------------------- | --------------------------------------------- | --------------------------------------------- | --------------------------------------------- |
| Religion                                      |                                               |                                               |                                               |                                               |
| Cristianismo                                  | Cristianismo                                  |                                               | 63.2 %                                        | 63.2 %                                        |
| Hinduismo                                     | Hinduismo                                     |                                               | 20.4 %                                        | 20.4 %                                        |
| Islam                                         | Islam                                         |                                               | 5.6 %                                         | 5.6 %                                         |
| Orisha                                        | Orisha                                        |                                               | 1.0 %                                         | 1.0 %                                         |
| Rastafari                                     | Rastafari                                     |                                               | 0.3 %                                         | 0.3 %                                         |
| Otras religiones                              | Otras religiones                              |                                               | 7.0 %                                         | 7.0 %                                         |
| Ninguna                                       | Ninguna                                       |                                               | 2.5 %                                         | 2.5 %                                         |

Según el censo de 2011, el cristianismo es la fe más profesada en el país, con el 63,2 % de personas adeptas. Los católicos son el mayor grupo cristiano de Trinidad y Tobago, con el 21,60 % de la población total. Las denominaciones pentecostales/evangélicas eran el tercer grupo más numeroso, con el 12,02 % de la población. El resto de la población se compone de varias denominaciones cristianas: bautistas espirituales (9,67 %), anglicanos (5,67 %), adventistas del séptimo día (4,09 %), presbiterianos o congregacionalistas (2,49 %), testigos de Jehová (1,47 %), otros bautistas (1,21 %), metodistas (0,65 %) y la Iglesia Morava (0,27 %). Los encuestados que no declararon una afiliación religiosa representaron el 11,1 % de la población, y el 2,18 % se declararon ateos.

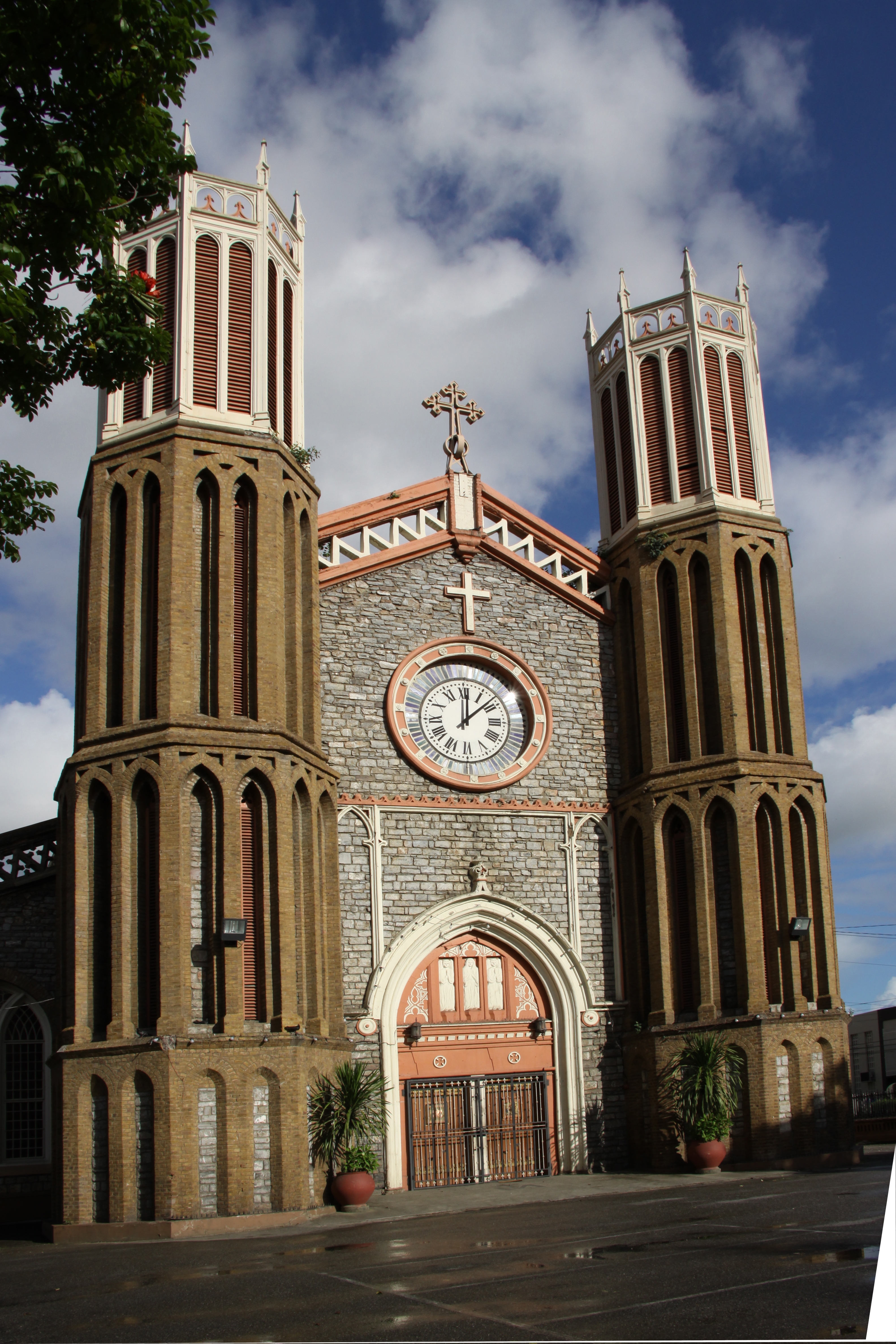
Catedral Basílica de la Inmaculada Concepción en Puerto España

Los hindúes son el segundo grupo más numeroso, con un 20,4 %. El hinduismo se practica en todo el país y Diwali es un día festivo, y también se celebran ampliamente otras fiestas hindúes. La mayor organización hindú de Trinidad y Tobago es la Sanatan Dharma Maha Sabha, formada en 1952 tras la fusión de las dos principales organizaciones hindúes. La mayoría de los hindúes de Trinidad y Tobago son sanātanī (sanatanistas/hinduistas ortodoxos). Otras sectas y organizaciones son el Arya Samaj, Kabir Panth, Seunariani (Sieunarini/Siewnaraini/Shiv Narayani), Ramanandi Sampradaya, Aughar (Aghor), Ravidas Panth, Kali Mai (Madrasi), movimiento Sathya Sai Baba, Shirdi Sai Baba, ISKCON (Hare Krishna), Chinmaya Mission, Bharat Sevashram Sangha, Divine Life Society, Murugan (Kaumaram), Ganapathi Sachchidananda, Jagadguru Kripalu Parishat (Radha Madhav) y Brahma Kumaris.
Los musulmanes representan el 5,6 % de la población. Eid al-Fitr es un día festivo y también se celebran Eid al-Adha, Mawlid, Hosay y otras fiestas musulmanas. También ha habido una comunidad judía desde hace muchos siglos, aunque su número nunca ha sido grande; una estimación de 2007 situaba la población judía en 55.
También se practican religiones de origen africano o afrocéntricas, sobre todo los creyentes orishas (yoruba) de Trinidad (0,9 %) y los rastafaris (0,3 %). Varios aspectos de las creencias tradicionales de obeah se siguen practicando habitualmente.

Dos confesiones sincréticas africanas, los Shouter o Bautistas Espirituales y la fe Orisha se encuentran entre los grupos religiosos de más rápido crecimiento. Asimismo, se observa un notable aumento del número de iglesias protestantes evangélicas y fundamentalistas, que la mayoría de los trinitenses suelen agrupar como «pentecostales», aunque esta denominación suele ser inexacta. El sijismo, el jainismo, el baháʼí y el budismo son practicados por una minoría de indo-trinitenses. Varias religiones orientales, como el budismo, la religión popular china, el taoísmo y el confucianismo, son seguidas por una minoría de trinitenses chinos, siendo la mayoría cristianos.

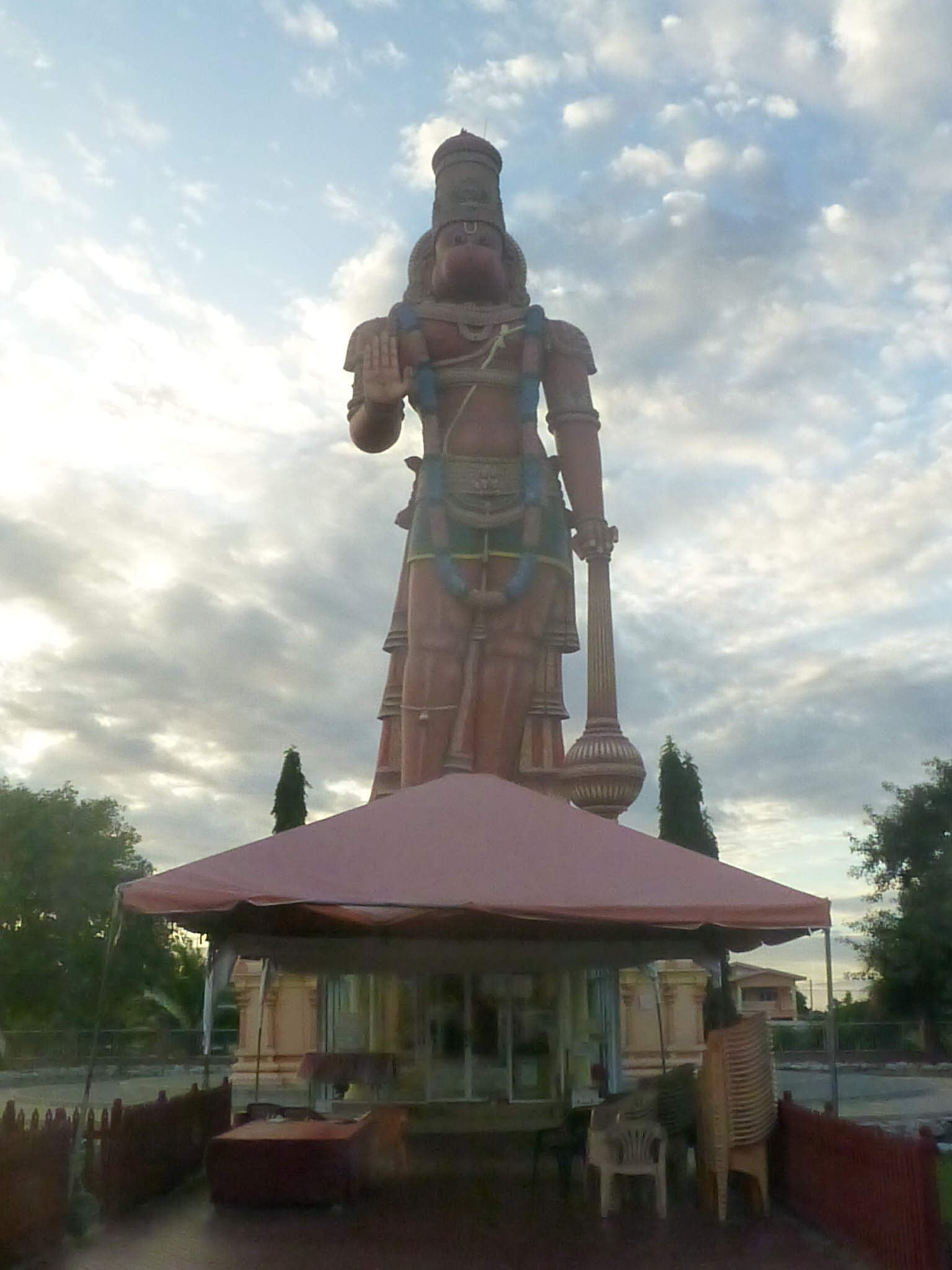
El murti de Hanuman, de 26 m, en Carapichaima, destacado centro de la cultura hindú e indo-trinitaria; es la mayor estatua de Hanuman fuera de la India.

### Idiomas

#### Inglés y criollos ingleses
El inglés es la lengua oficial del país (la variedad local del inglés estándar es el inglés trinitense y tobagonés o, más propiamente, el inglés estándar de Trinidad y Tobago, abreviado como «TTSE»), pero la principal lengua hablada es cualquiera de las dos lenguas criollas basadas en el inglés (el criollo trinitense o el criollo tobagonés), que reflejan la herencia amerindia, europea, africana y asiática de la nación. Ambos criollos contienen elementos de diversas lenguas africanas; el criollo inglés de Trinidad, sin embargo, también está influenciado por el francés y el criollo francés (patois).

#### Hindustaní
La variante del hindustani caribeño que se habla en Trinidad y Tobago se conoce como hindustani trinitense, bhojpuri trinitense, hindustani de plantación o gaon ke bolee ('habla de pueblo'). La mayoría de los primeros inmigrantes indios hablaban bhojpuri y awadhi, que más tarde se convirtieron en hindustani trinitense. En 1935, las películas indias empezaron a proyectarse en Trinidad. La mayoría de las películas indias se rodaban en el dialecto hindustaní estándar (hindī-urdū), lo que modificó ligeramente el hindustaní trinitense al añadir frases y vocabulario del hindi estándar y del urdú al industaní trinitense. Las películas indias también revitalizaron el hindustani entre los indo-trinitenses y los tobagoneses. Entre mediados y finales de la década de 1970, la lengua franca de los indotrinitenses y tobagoneses pasó del hindustani trinitense a una especie de versión «hinduizada» del inglés. En la actualidad, el hindustani sobrevive a través de formas musicales indotrinitarias y tobagonesas como el bhajan, la música clásica india, la música folclórica india, el filmi, el pichakaree, el chutney, el chutney soca y el chutney parang. En 2003, había unos 15 633 indotrinitenses y tobagoneses que hablaban el indostaní de Trinidad y, en 2011, había 10 000 que hablaban el hindi estándar. Muchos indotrinitenses y tobagoneses hablan hoy en día un tipo de hinglish que consiste en un inglés trinitense y tobagonés muy mezclado con vocabulario y frases en industaní trinitense, y muchos indotrinitenses y tobagoneses pueden recitar hoy en día frases u oraciones en industaní. Hay muchos lugares en Trinidad y Tobago que tienen nombres de origen hindú. Algunas frases y vocabulario han llegado incluso al inglés convencional y al dialecto criollo del país. El Día Mundial del Hindi se celebra cada año con actos organizados por el Consejo Nacional de Cultura India, la Fundación Hindi Nidhi, el Alto Comisionado de la India, el Instituto Mahatma Gandhi y el Sanatan Dharma Maha Sabha. La Caribbean Hindustani Inc., dirigida por Visham Bhimull, intenta preservar el hindustani de Trinidad.

#### Español
En 2014, el idioma español era la lengua materna de unas 4000 personas (o el 0,3 % de la población total) que vivían en Trinidad y Tobago. El número ha crecido sustancialmente gracias a la inmigración masiva de venezolanos debido a la actual crisis en el país, que ha provocado una crisis de migrantes. Para 2023, se calcula en más de 36 000 personas llegadas de Venezuela, siendo unas 14 000 migrantes regulares; mientras que el resto serían irregulares.

#### Tamil
La lengua tamil es hablada por una parte de la población indo-trinitense y tobagona más antigua (madrasi). Lo hablan sobre todo los pocos hijos que quedan de los trabajadores indios contratados en el actual estado de Tamil Nadu (India). Otros hablantes de la lengua son inmigrantes recientes de Tamil Nadu.

#### Chino
El idioma chino llegó por primera vez a Trinidad y Tobago en 1806, cuando los británicos trajeron trabajadores chinos para determinar si eran aptos para ser utilizados como mano de obra tras la abolición de la esclavitud. Cientos de inmigrantes chinos llegaron a Trinidad como mano de obra contratada entre 1853 y 1866. La mayoría de las personas que inmigraron en el siglo XIX procedían del sur de China y hablaban los dialectos Hakka y Yue del chino. En el siglo XX, después de los años de la servidumbre, hasta la actualidad, han inmigrado a Trinidad y Tobago más chinos por motivos de negocios y hablan los dialectos de los sirvientes junto con otros dialectos chinos, como el mandarín y el min. J. Dyer Ball, escribiendo en 1906, dice: «En Trinidad había, hace unos veinte años, 4000 o 5000 chinos, pero han disminuido a probablemente unos 2000 o 3000, (2200 en 1900). Solían trabajar en las plantaciones de azúcar, pero ahora son principalmente tenderos, así como comerciantes en general, mineros y constructores de ferrocarriles, etc.»

#### Lenguas indígenas
Las lenguas indígenas eran el yao en Trinidad y el kariña en Tobago, ambas caribeñas, y el shebaya en Trinidad, que era arahuaco.

### Educación

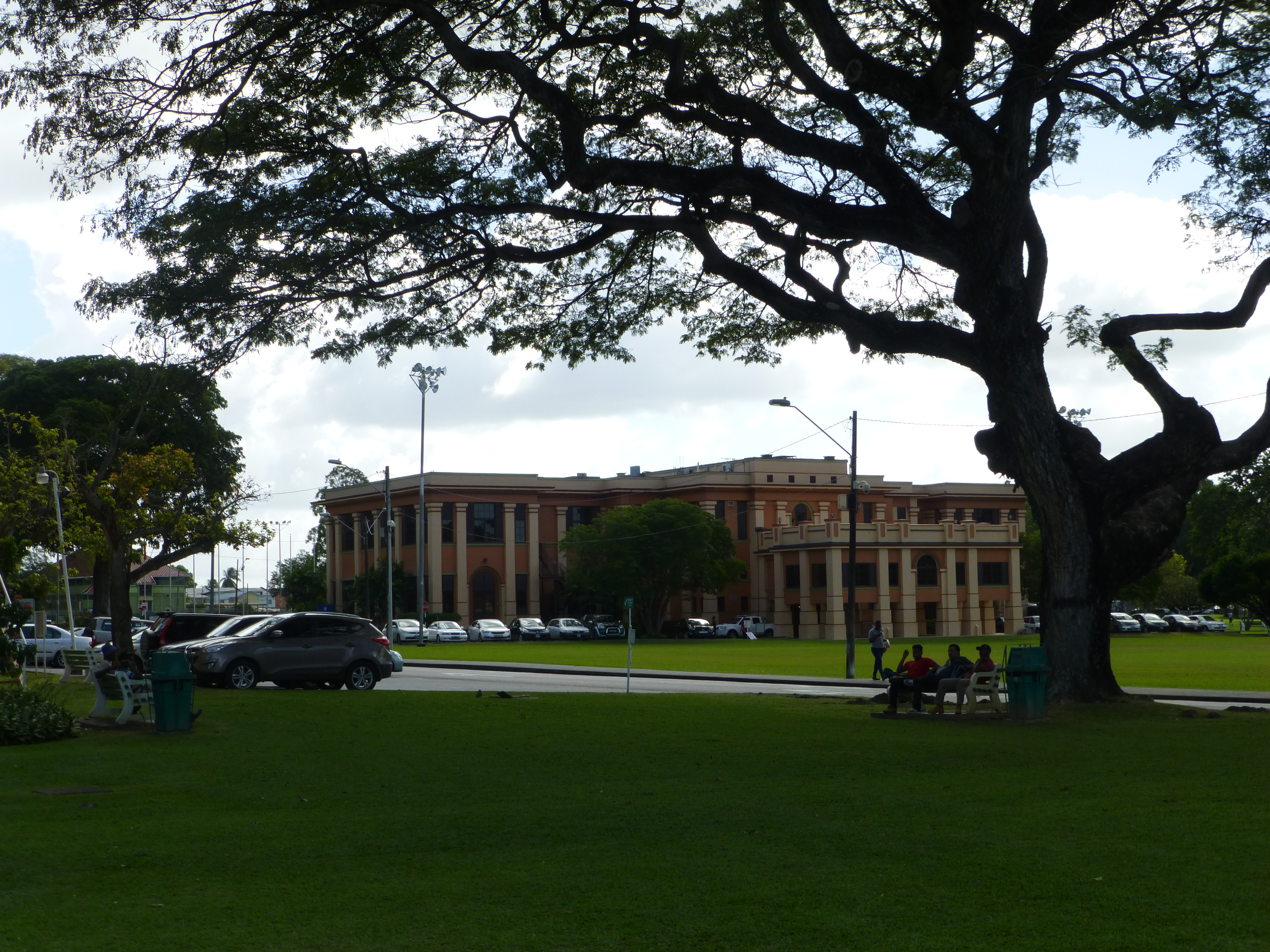
Campus de la Universidad de las Indias Occidentales.

La educación de Trinidad y Tobago puede dividirse a grandes rasgos en cinco niveles: preescolar (de 3 a 4 años); primaria (de 5 a 11 años); secundaria (de 12 a 18 años); postsecundaria (incluida la formación técnica o profesional); y terciaria. El Ministerio de Educación supervisa desde la educación preescolar hasta la secundaria, aunque en Tobago la educación en estos niveles es responsabilidad de la Asamblea de Tobago, con la que el Ministerio de Educación colabora para garantizar la calidad en todo el país. Mientras tanto, los dos niveles más altos son supervisados por el Ministerio de Educación Terciaria y Capacitación (MTEST). El Ministerio de Educación y el MTEST tienen la responsabilidad conjunta del desarrollo profesional de los profesores.
La enseñanza obligatoria dura seis años, desde los seis hasta los once años. Según la UNESCO, el 21 % de la población de Trinidad y Tobago tenía 14 años o menos en 2012. Casi 39 000 niños estaban matriculados en la edad preescolar; los niños en edad de cursar primaria y secundaria eran unos 128 000 y 86 000, respectivamente; y había algo más de 96 000 personas en edad de cursar educación terciaria. A principios de 2015, había 126 000 alumnos de primaria. Según los datos más recientes del Banco Mundial, las tasas netas de matriculación en los niveles de preescolar, primaria y secundaria se registraron en un 67 % (2007), 95 % (2010) y 73 % (2004), respectivamente, mientras que las cifras del MTEST sitúan la tasa bruta de matriculación en el nivel terciario en un 65 % en 2014.
Según el "Plan Estratégico del Sector Educativo 2011-15" del Ministerio de Educación, Trinidad y Tobago cuenta con un total de 895 escuelas primarias, escuelas secundarias y centros de atención y educación de la primera infancia (AEPI). Algo más de la mitad de ellos (51 %) están gestionados por confesiones religiosas y reciben ayuda financiera del Estado, mientras que el 37 % son propiedad del gobierno y se financian con el presupuesto nacional (aunque muchos centros de AEPI se gestionan como asociaciones público-privadas). El 12 % restante -71 centros de primaria y 29 de secundaria- se gestionan de forma privada, normalmente con ánimo de lucro, y reciben poca o ninguna subvención del Estado.
La educación terciaria se sufraga a través de la GATE (Ayuda del Gobierno para Gastos de Matrícula), hasta el nivel de licenciatura, en la Universidad de las Indias Occidentales (UWI), la Universidad de Trinidad y Tobago (UTT), la Universidad del Sur del Caribe (USC), el Colegio de Ciencia, Tecnología y Artes Aplicadas de Trinidad y Tobago (COSTAATT) y algunas otras instituciones locales acreditadas. El Gobierno también subvenciona actualmente algunos programas de máster. Tanto el Gobierno como el sector privado también proporcionan ayuda financiera en forma de becas académicas a estudiantes superdotados o necesitados para estudiar en universidades locales, regionales o internacionales. Trinidad y Tobago ocupó el puesto 98 en el Índice Global de Innovación en 2020, frente al puesto 91 de 2019.

## Cultura
Trinidad y Tobago tiene una cultura diversa que mezcla influencias indias, africanas, criollas, europeas, chinas, amerindias y árabes, lo que refleja las distintas comunidades que han emigrado a lo largo de los siglos. El país es especialmente conocido por sus celebraciones anuales de Carnaval. También son populares las festividades arraigadas en diversas religiones y culturas que se practican en las islas, como la Navidad, Diwali, Día de la Emancipación, Pascua, Año Nuevo, Boxing Day, Día de Todos los Santos, Eid al-Fitr, Eid al-Adha, Mawlid, Año Nuevo Chino, etc.

### Literatura

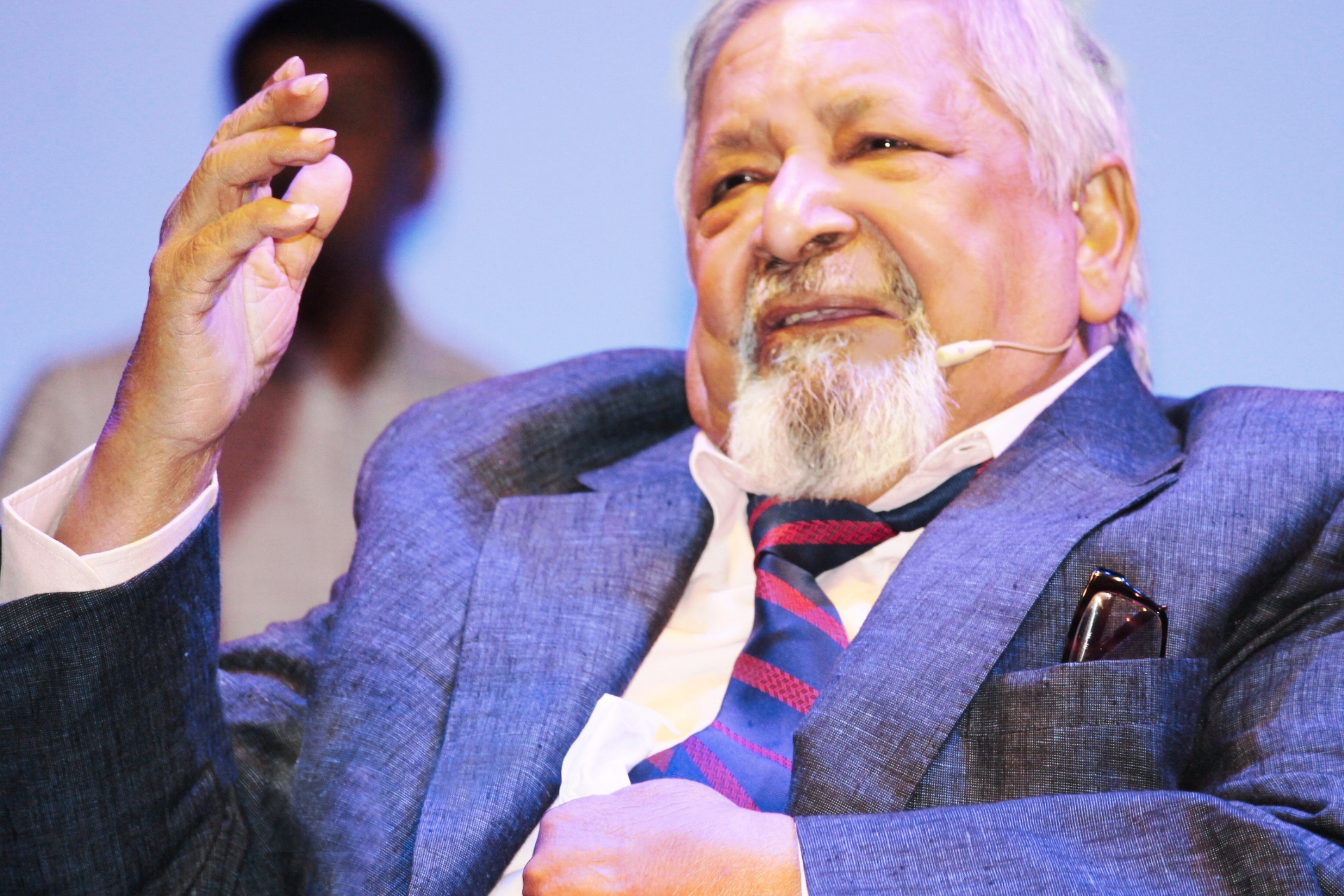
V. S. Naipaul, indotrinitense ganador del Premio Nobel de Literatura en 2001.

Trinidad y Tobago cuenta con dos autores galardonados con el Premio Nobel, Vidiadhar Surajprasad Naipaul y Derek Walcott, nacido en Santa Lucía (que también fundó el Taller de Teatro de Trinidad). Otros escritores destacados son Neil Bissoondath, Vahni Capildeo, C. L. R. James, Earl Lovelace, Rabindranath Maharaj, Lakshmi Persaud, Kenneth Ramchand, Arnold Rampersad, Kris Rampersad y Samuel Selvon

### Música

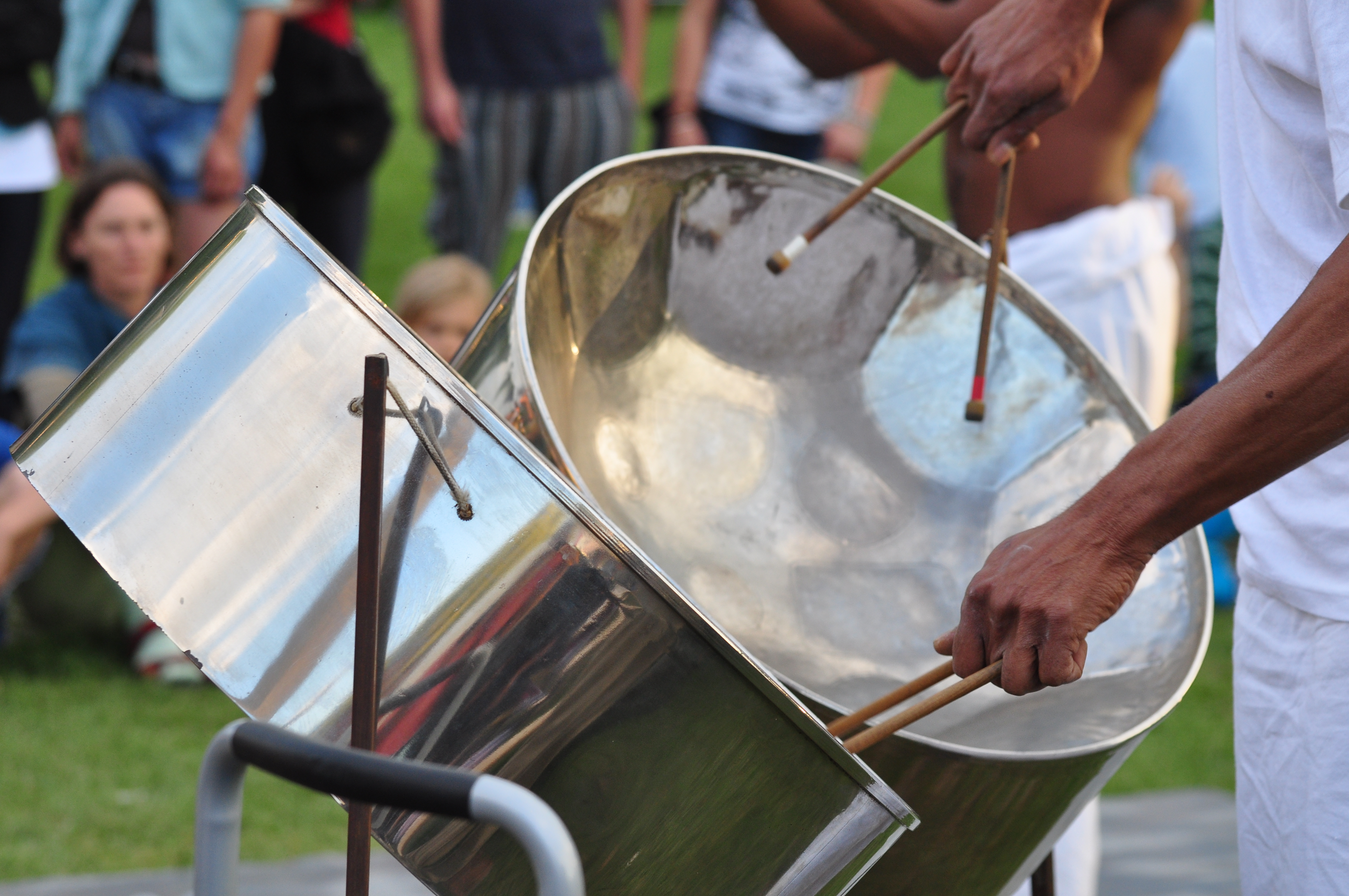
El steelpan se inventó en Trinidad.

La música de Trinidad y Tobago es más conocida por su música calipso, soca, chutney y steelpan. Las actuaciones de calipso fueron conocidas internacionalmente en los años 50 por artistas nativos como Lord Melody, Lord Kitchener y Mighty Sparrow. La forma de arte fue más popularizada en esa época por Harry Belafonte. Junto con las canciones folclóricas y las formas clásicas de origen africano e indio, las interacciones interculturales han dado lugar a otras formas musicales autóctonas, como la soca, el rapso, el parang, el chutney y otros estilos derivados y de fusión. También hay comunidades locales que practican y experimentan con la música clásica y pop internacional, a menudo fusionándolas con instrumentos locales de steelpan.

### Danza
El baile del limbo se originó en Trinidad como un acto que se celebraba en los velatorios de ese país. El limbo tiene raíces africanas. Fue popularizado en los años 50 por la pionera de la danza Julia Edwards (conocida como la «Primera Dama del Limbo») y su compañía, que apareció en varias películas. El belé, el bongó y el lloriqueo son también formas de danza con raíces africanas.
También son populares el jazz, el baile de salón, el ballet, el baile moderno y la salsa.
Las formas de danza india también son frecuentes en Trinidad y Tobago. Kathak, Odissi y Bharatanatyam son las formas de danza clásica india más populares en Trinidad y Tobago. También son populares las danzas folclóricas indias y los bailes de Bollywood.

### Fiestas nacionales

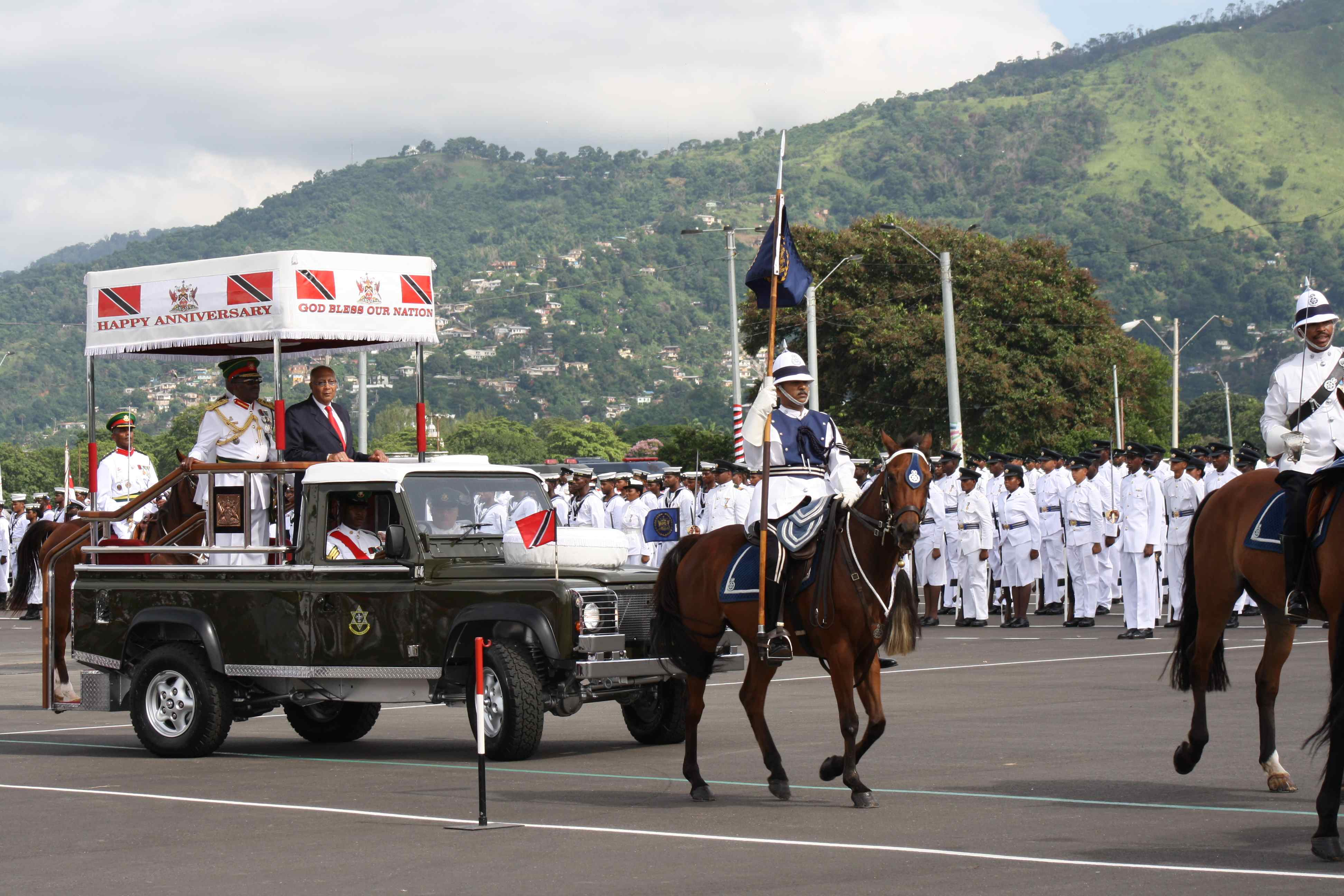
Desfile presidencial por el día de la independencia de Trinidad y Tobago.

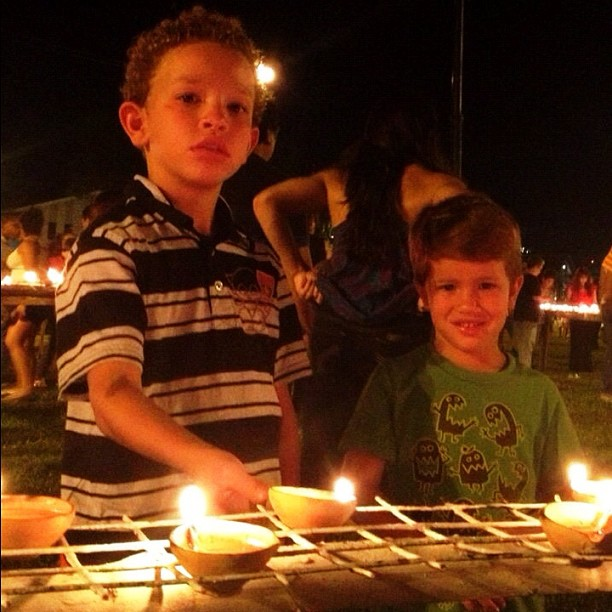
Celebración del Diwali por la comunidad indotrinitaria.

| Fecha            | Nombre local                             | Nombre en español                    | Notas |
| ---------------- | ---------------------------------------- | ------------------------------------ | --- |
| 1 de enero       | New Year's Day                           | Año Nuevo                            | |
| Variable         | Carnival                                 | Carnaval                             | Lunes y martes previos al Miércoles de Ceniza. Aunque muchos negocios y escuelas permanecen cerrados durante el lunes y martes de Carnaval, no están considerados feriados oficiales.                     |
| Variable         | Eid-ul-Fitr                              | Eid ul-Fitr                          | Fin del Ramadán. Es el único día feriado oficial en Trinidad y Tobago que reconoce al Islam. Es la fecha más importante en el Calendario Islámico y es ampliamente celebrada por los musulmanes del país. |
| Variable         | Easter                                   | Pascua                               | Viernes Santo y lunes de Pascua |
| 30 de marzo      | Spiritual Baptist/Shouter Liberation Day |                                      | Primer país del mundo en reconocer la Fe del Bautismo Espiritual como un día de fiesta nacional. |
| Variable         | Corpus Christi                           | Corpus Christi                       | |
| 30 de mayo       | Indian Arrival Day                       | Día de la Llegada de los Indios      | Primer país del Caribe que reconoce la llegada de trabajadores indios. |
| 19 de junio      | Labour Day                               | Día del trabajo                      | Conmemora el levantamiento de los trabajadores del 19 de junio de 1937, fecha generalmente reconocida como el inicio del movimiento sindical en Trinidad y Tobago.                                        |
| 1 de agosto      | Emancipation Day                         | Día de la Abolición de la Esclavitud | Primer país que celebra la Abolición de la Esclavitud. |
| 31 de agosto     | Independence Day                         | Día de la Independencia              | |
| 24 de septiembre | Republic Day                             | Día de la República                  | |
| Variable         | Divali                                   | Diwali                               | Fiesta de las Luces. Único día feriado relacionado con la religión hindú. |
| 25 de diciembre  | Christmas                                | Navidad                              | |
| 26 de diciembre  | Boxing Day                               | Spanish Boxing Day                   | |

## Deportes

### Deportes olímpicos

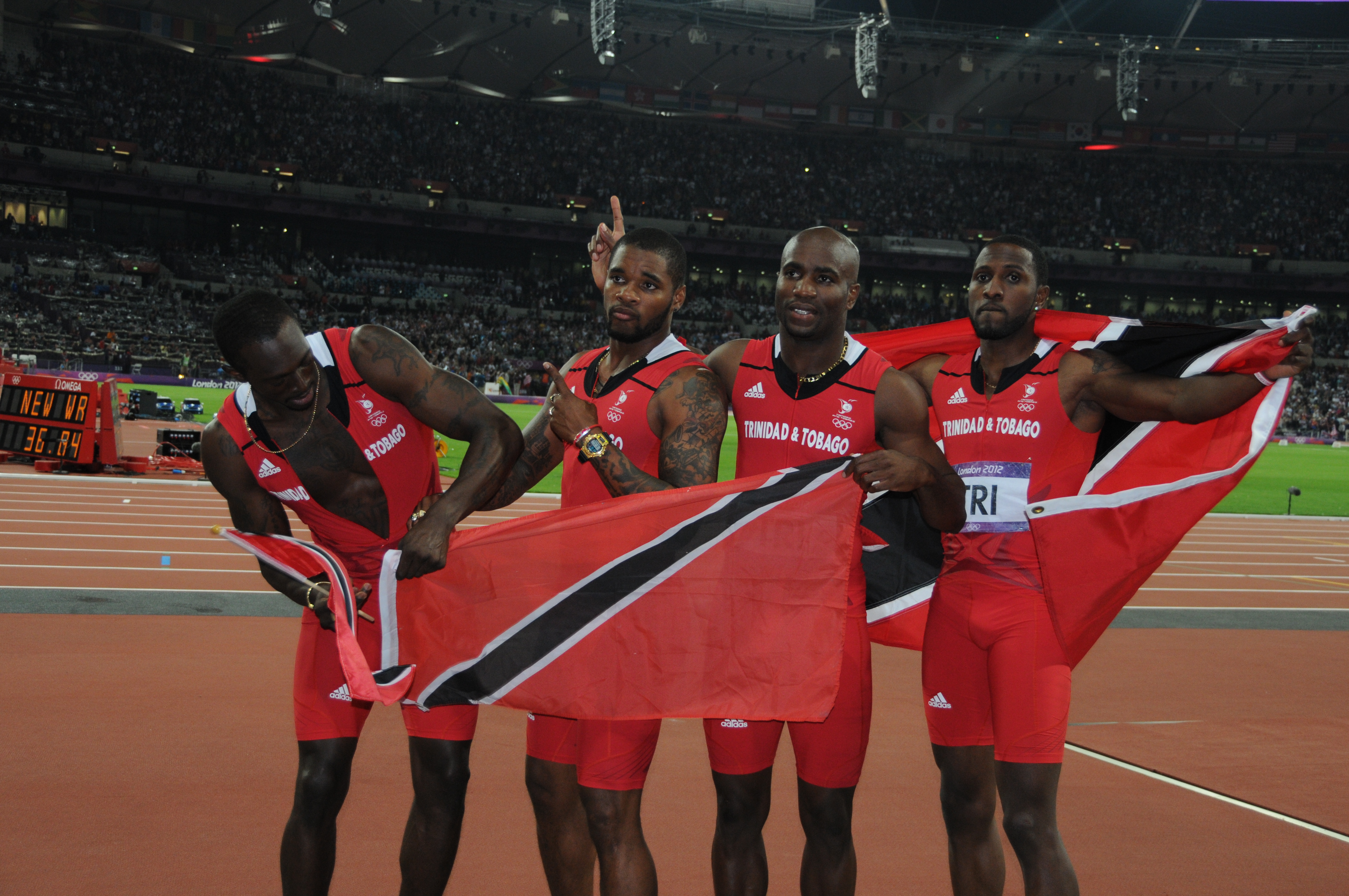
Atletas de Trinidad y Tobago representando a su país en los Juegos Olímpicos Londres 2012.

Hasely Crawford ganó la primera medalla de oro olímpica para Trinidad y Tobago en los 100 m lisos masculinos en los Juegos Olímpicos de Verano de 1976. Nueve deportistas diferentes de Trinidad y Tobago han ganado doce medallas en los Juegos Olímpicos, empezando por una medalla de plata en halterofilia, ganada por Rodney Wilkes en 1948. Más recientemente, Keshorn Walcott ganó una medalla de oro en el lanzamiento de jabalina masculino en 2012. Ato Boldon es el atleta de Trinidad y Tobago que más medallas ha ganado en los Juegos Olímpicos y en los Campeonatos del Mundo, con un total de ocho: cuatro en los Juegos Olímpicos y cuatro en los Campeonatos del Mundo. Boldon ganó el Campeonato Mundial de 200 m lisos de 1997 en Atenas, y fue el único campeón mundial que Trinidad y Tobago había producido hasta Jehue Gordon en Moscú 2013. El nadador George Bovell III ganó una medalla de bronce en los 200 m individuales masculinos en 2004. En el Campeonato del Mundo de 2017 en Londres, el equipo de relevos 4x400 masculino se hizo con el título, con lo que el país celebra ya tres títulos de campeón del mundo. El equipo estaba formado por Jarrin Solomon, Jareem Richards, Machel Cedenio y Lalonde Gordon con Renny Quow, que corrió en las series.
También en 2012, Lalonde Gordon compitió en los XXX Juegos Olímpicos de Verano, donde ganó una medalla de bronce en los 400 m lisos, siendo superado por Luguelin Santos, de la República Dominicana, y Kirani James, de Granada. Keshorn Walcott (como ya se ha dicho) quedó primero en jabalina y obtuvo una medalla de oro, lo que le convierte en el segundo trinitense de la historia del país en recibirla. Esto también lo convierte en el primer atleta de Trinidad y Tobago en ganar una medalla de oro en una prueba de campo en los Juegos Olímpicos. El velocista Richard Thompson también es de Trinidad y Tobago. Quedó en segundo lugar tras Usain Bolt en los Juegos Olímpicos de Pekín en los 100 m lisos con un tiempo de 9,89s.
En 2018, el Tribunal de Arbitraje Deportivo tomó su decisión final sobre la muestra de dopaje fallida del equipo jamaicano en el relevo 4 x 100 en los Juegos Olímpicos de 2008. El equipo de Trinidad y Tobago fue premiado con la medalla de oro, debido al segundo puesto durante la carrera de relevos.

### Cricket

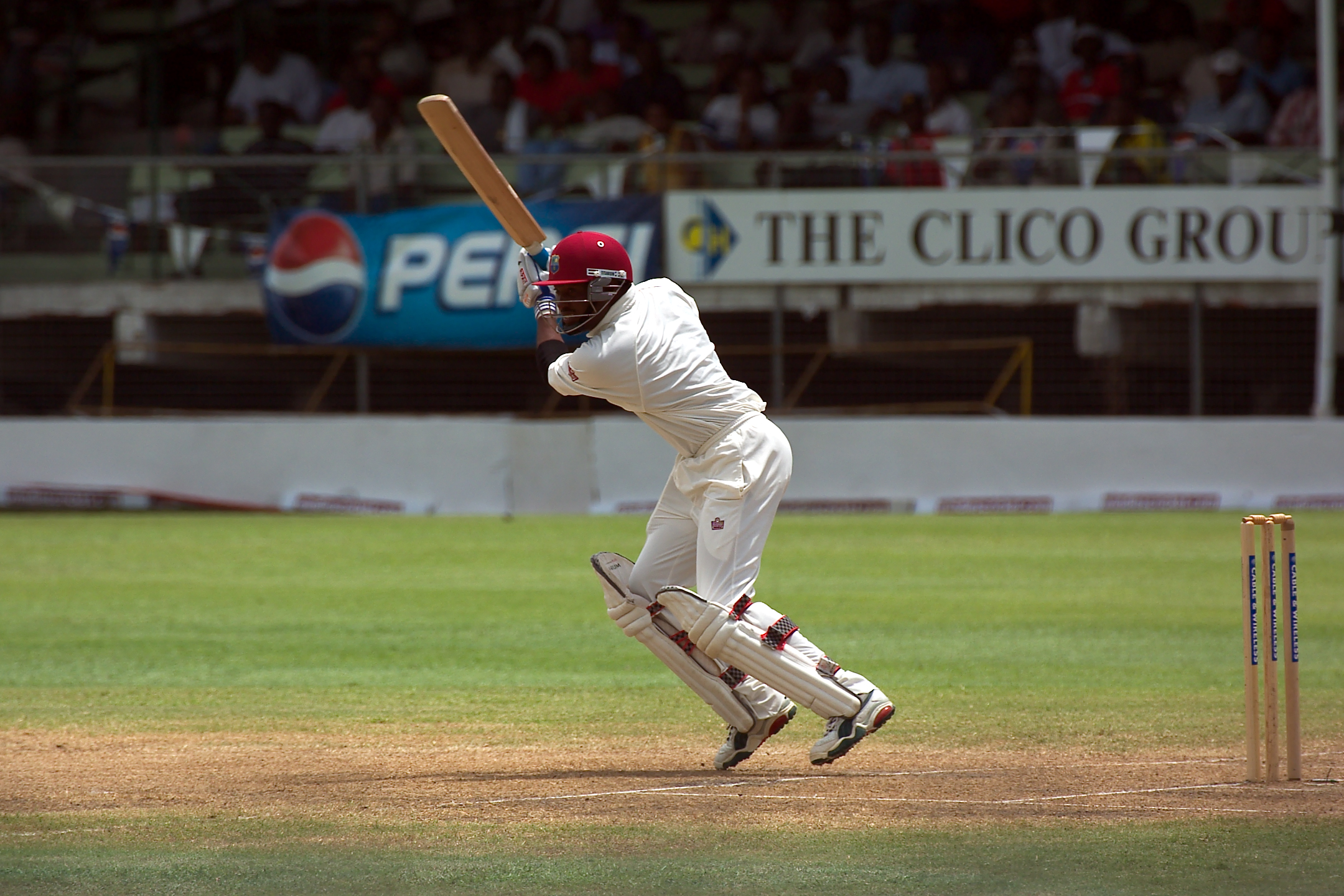
Brian Lara bateando para el equipo de cricket de las Indias Occidentales contra la India.

El críquet es un deporte popular en Trinidad y Tobago, y existe una intensa rivalidad entre las islas con sus vecinos caribeños. Trinidad y Tobago está representada en el cricket de prueba, en el internacional de un día y en el cricket Twenty20 como miembro del equipo de las Indias Occidentales. El equipo nacional juega en primera clase en competiciones regionales como la Competición Regional de Cuatro Días y el Super50 Regional. Por su parte, los Trinbago Knight Riders juegan en la Caribbean Premier League.
El Queen's Park Oval, situado en Puerto España, es el mayor campo de cricket de todas las naciones caribeñas insulares, habiendo albergado 60 partidos de prueba hasta enero de 2018. Trinidad y Tobago, junto con otros territorios del Caribe, coorganizó la Copa Mundial de Críquet de 2007.
Brian Lara, poseedor del récord mundial de carreras anotadas tanto en una prueba como en una entrada de primera clase, entre otros récords, nació en la pequeña ciudad de Santa Cruz y a menudo se le conoce como el Príncipe de Puerto España o simplemente el Príncipe.

### Fútbol

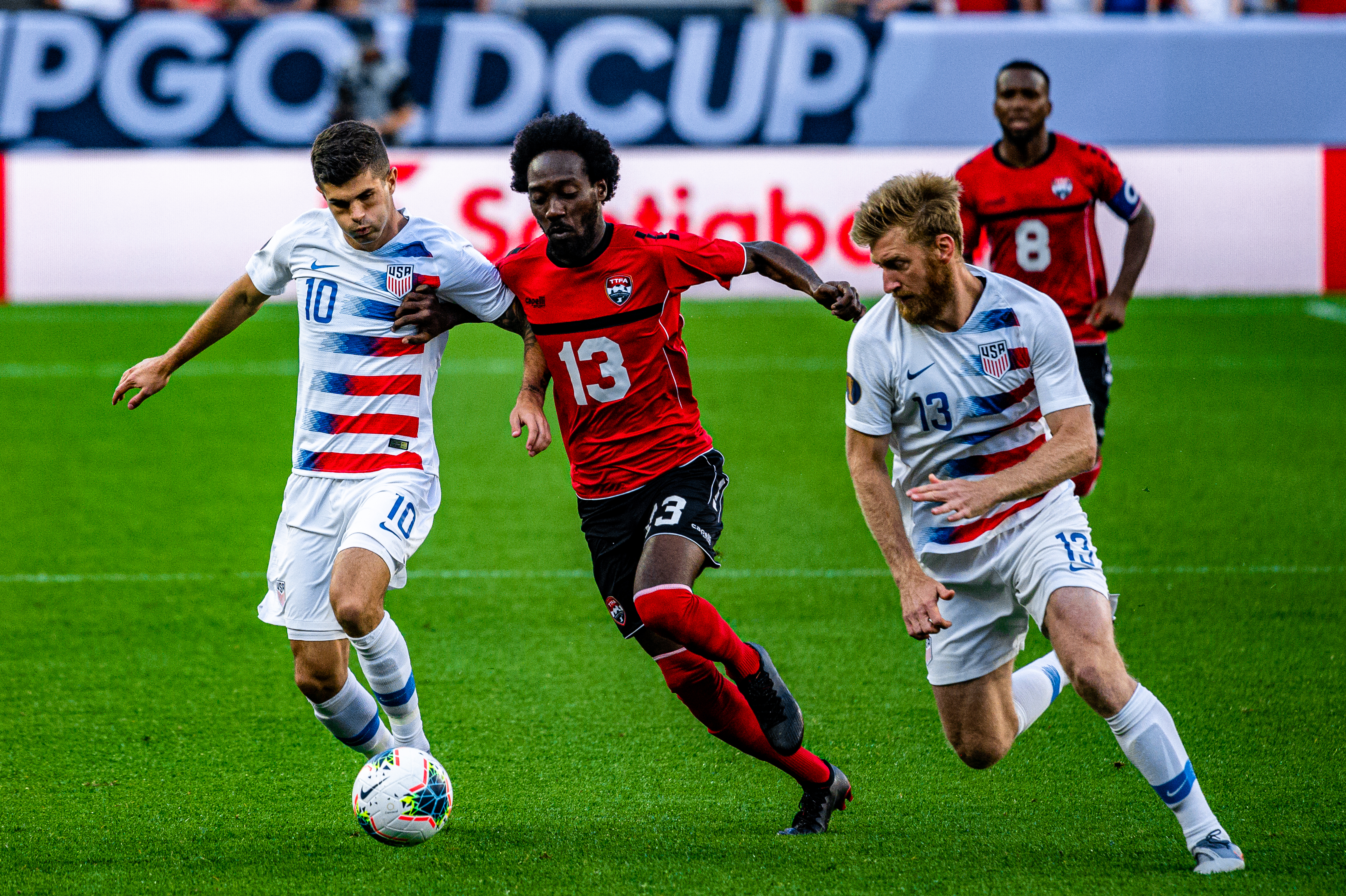
Selección trinitense vs Estados Unidos en la Copa Oro 2019.

El fútbol actualmente es sin duda el deporte más popular en Trinidad y Tobago. La selección nacional de fútbol se clasificó por primera vez para la Copa Mundial de la FIFA 2006 al vencer a Baréin en Manama el 16 de noviembre de 2005, convirtiéndose en el segundo país más pequeño (en términos de población) en clasificarse, después de Islandia. El equipo, dirigido por el neerlandés Leo Beenhakker y liderado por el capitán Dwight Yorke, de origen tobagüés, empató su primer partido de la fase de grupos -contra Suecia en Dortmund- por 0-0, pero perdió el segundo encuentro contra Inglaterra con goles de última hora, por 0-2. Quedaron eliminados tras perder por 2-0 ante Paraguay en el último partido de la fase de grupos. Antes de la clasificación para la Copa Mundial de 2006, Trinidad y Tobago estuvo a punto de clasificarse para la Copa Mundial de la FIFA de 1974 en una polémica campaña. Tras el partido, el árbitro de su crítico encuentro contra Haití fue sancionado de por vida por sus acciones. Posteriormente volvió a quedarse a las puertas de la clasificación para la Copa Mundial en 1990, al necesitar solo un empate en casa contra Estados Unidos, pero perdieron por 1-0. Juegan sus partidos en casa en el estadio Hasely Crawford. Trinidad y Tobago organizó el Campeonato Mundial Sub-17 de la FIFA 2001, y fue sede de la Copa Mundial Femenina Sub-17 de la FIFA 2010.
La TT Pro League es la principal competición de fútbol del país y es el nivel más alto del sistema de ligas de fútbol de Trinidad y Tobago. La Pro League sirve de liga para sus clubes de fútbol profesional. Esta comenzó en 1999 como parte de la necesidad de una liga profesional para fortalecer la selección nacional del país y mejorar el desarrollo de los jugadores nacionales. La primera temporada tuvo lugar ese mismo año y comenzó con ocho equipos.